# Liste der Kulturdenkmale in der Radeberger Vorstadt
Die Liste der Kulturdenkmale in der Radeberger Vorstadt enthält die Kulturdenkmale des Stadtteils Radeberger Vorstadt in der Dresdner Gemarkung Neustadt. Diese Gemarkung gliedert sich in die Stadtteile Innere Neustadt, Äußere Neustadt, Leipziger Vorstadt, Radeberger Vorstadt und Albertstadt. Zur Radeberger Vorstadt gehören das Preußische Viertel zwischen Forststraße, Körnerweg, Waldschlösschenstraße und Jägerstraße sowie östlich davon das Waldschlösschenviertel zwischen der Bautzner Straße und der Radeberger Straße.

Zusätzlich wurden die Kulturdenkmale der Radeberger Vorstadt, die in der Gemarkung Loschwitz liegen, in einer separaten Liste erfasst.
Die Anmerkungen sind zu beachten.

Diese Liste ist eine Teilliste der Liste der Kulturdenkmale in Dresden.

Diese Liste ist eine Teilliste der Liste der Kulturdenkmale in Sachsen.

## Legende
- Bild: Bild des Kulturdenkmals, ggf. zusätzlich mit einem Link zu weiteren Fotos des Kulturdenkmals im Medienarchiv Wikimedia Commons. Wenn man auf das Kamerasymbol klickt, können Fotos zu Kulturdenkmalen aus dieser Liste hochgeladen werden:
- Bezeichnung: Denkmalgeschützte Objekte und ggf. Bauwerksname des Kulturdenkmals
- Lage: Straßenname und Hausnummer oder Flurstücknummer des Kulturdenkmals. Die Grundsortierung der Liste erfolgt nach dieser Adresse. Der Link (Karte) führt zu verschiedenen Kartendiensten mit der Position des Kulturdenkmals. Fehlt dieser Link, wurden die Koordinaten noch nicht eingetragen. Sind diese bekannt, können sie über ein Tool mit einer Kartenansicht einfach nachgetragen werden. In dieser Kartenansicht sind Kulturdenkmale ohne Koordinaten mit einem roten bzw. orangen Marker dargestellt und können durch Verschieben auf die richtige Position in der Karte mit Koordinaten versehen werden. Kulturdenkmale ohne Bild sind an einem blauen bzw. roten Marker erkennbar.
- Datierung: Baubeginn, Fertigstellung, Datum der Erstnennung oder grobe zeitliche Einordnung entsprechend des Eintrags in der sächsischen Denkmaldatenbank
- Beschreibung: Kurzcharakteristik des Kulturdenkmals entsprechend des Eintrags in der sächsischen Denkmaldatenbank, ggf. ergänzt durch die dort nur selten veröffentlichten Erfassungstexte oder zusätzliche Informationen
- ID: Vom Landesamt für Denkmalpflege Sachsen vergebene, das Kulturdenkmal eindeutig identifizierende Objekt-Nummer. Der Link führt zum PDF-Denkmaldokument des Landesamtes für Denkmalpflege Sachsen. Bei ehemaligen Kulturdenkmalen können die Objektnummern unbekannt sein und deshalb fehlen bzw. die Links von aus der Datenbank entfernten Objektnummern ins Leere führen. Ein ggf. vorhandenes Icon  führt zu den Angaben des Kulturdenkmals bei Wikidata.

## Radeberger Vorstadt
| Bild                                    | Bezeichnung                                                                                    | Lage                                                                                               | Datierung                                                                                                   | Beschreibung | ID       |
| --------------------------------------- | ---------------------------------------------------------------------------------------------- | -------------------------------------------------------------------------------------------------- | --- | --- | -------- |
|                                         | Denkmalschutzgebiet Radeberger Vorstadt – Preußisches Viertel                                  | (Karte)                                                                                            | | Preußisches Viertel – bedeutendes Zeugnis Dresdner Stadtplanung in der 2. Hälfte des 19. Jahrhunderts, geschichtliche, künstlerische, städtebauliche und landschaftsgestalterische Bedeutung (Satzung vom 18.03.1999). | 09306459 |
|                                         | Denkmalschutzgebiet Elbhänge                                                                   | (Karte)                                                                                            | | von ortsbildprägender, landschaftsgestaltender Bedeutung und damit von indifikationsbildender Wirkung (Satzung vom 09.05.1996). | 09305812 |
| Weitere Bilder                          | Staatsminister-Denkmal                                                                         | (Karte)                                                                                            | 1895 (Denkmal)                                                                                              | errichtet zur Erinnerung an den Staatsminister Hans von Thümmel (1824–1895), Findling mit Inschrift, personengeschichtlich und landschaftsgestalterisch bedeutend. | 09217027 |
| Weitere Bilder                          | Villa Rosenkranz: Villa mit Torbogen, Arkadenbogen und Hintergebäude                           | Alaunplatz 2 (Karte)                                                                               | bezeichnet 1874 (Villa)                                                                                     | bemerkenswertes und in Dresden seltenes Beispiel eines neogotische Anwesens, belebt durch Turmanbau, und Gestaltungselemente, wie Zinnenarchitektur und Spitz- sowie Tudorbögen, baugeschichtlich und künstlerisch bedeutend | 09214380 |
|                                         | Waldschlösschen-Brauerei                                                                       | Am Brauhaus 3 (Karte)                                                                              | 1868/1878 und später (Kelleranlagen)                                                                        | Keller (siehe Am Brauhaus 8b/10a); bautechnisch bemerkenswerte Anlage mit mehreren Tonnengewölben vor allem aus Sandsteinquadern, erinnert an vielfältige Brautradition in Dresden, baugeschichtlich und ortsgeschichtliche bedeutend | 09214458 |
|                                         | Torhaus der ehem. Waldschlösschen-Brauerei                                                     | Am Brauhaus 4 (Karte)                                                                              | um 1910 (Torhaus)                                                                                           | Torhaus mit Toranlage (siehe Am Brauhaus 8b/10a); erinnern als Teil der Waldschlösschenbrauerei an vielfältige Brautradition in Dresden, baugeschichtlich und ortsgeschichtliche bedeutend. | 09217757 |
|                                         | Zwei Brunnenhäuser der ehem. Waldschlösschen-Brauerei                                          | Am Brauhaus 6 (Karte)                                                                              | um 1910 (Brunnenhaus)                                                                                       | Zwei Brunnenhäuser mit anschließender Toranlage (siehe Am Brauhaus 8b/10a); erinnern als Teil der Waldschlösschenbrauerei an vielfältige Brautradition in Dresden, baugeschichtlich und ortsgeschichtliche bedeutend. | 09217758 |
| Weitere Bilder                          | Societäts-Brauerei Waldschlösschen; Waldschlösschen-Brauerei                                   | Am Brauhaus 8b; 10a (Karte)                                                                        | 1837–1838 (Brauerei), 1866 (Brauerei)                                                                       | Vorderer Teil des ehemaligen Brauereihauptgebäudes mit elbseitiger Terrasse, Sandstein-Stützmauersystem vor allem an der Bautzner Straße einschließlich zweier repräsentativer Treppenanlagen und dem Erinnerungsdenkmal an das Sängerfest von 1865; Brauereihauptgebäude heute Gaststätte, ortsgeschichtliche bedeutend (siehe auch Am Brauhaus 3, 4 und 6 sowie Sudhausweg 3–9). | 09217756 |
|                                         | Wohnhaus in Ecklage und offener Bebauung                                                       | An der Prießnitz 2 (Karte)                                                                         | 1924–1925 (Wohnhaus)                                                                                        | markantes Eckgebäude, belebt von expressionistischen (oder art deco) Gestaltungselementen, nach Fertigstellung im Besitz von Hermann Arthur Kockisch, Architekt und Inhaber eines Büros für Bauausführung, wohl der Erbauer (hat auch kleine Wohnanlage an der Bischofswerder Straße geschaffen), bauliches Zeugnis seiner Zeit, baugeschichtlich von Bedeutung | 09214498 |
|                                         | Einfamilienhaus mit Pforte und Stützmauern                                                     | An der Prießnitz 11 (Karte)                                                                        | 1918–1919 (Wohnhaus)                                                                                        | charakteristischer Bau der Reformarchitektur aus dem Anfang des 20. Jahrhunderts mit wenigen, aber akzentuierenden Gestaltungselementen, auffällig das markante Mansardgiebeldach, baugeschichtlich bedeutend | 09214499 |
|                                         | Wohnhauszeile und Einfriedung (Angelikastr. 1–13 und Bettinastraße 18)                         | Angelikastraße 1; 3; 5; 7; 9; 11; 13 (Karte)                                                       | 1903–1904 (Wohnhaus)                                                                                        | Wohnhauszeile und Einfriedung (Angelikastr. 1–13 und Bettinastraße 18); als Gruppenhaus oder Reihenhaus für höhere Ansprüche ausgeführt, ein für Dresden seltenes Beispiel für eine geschlossene Einfamilien-Landhausbebauung nach englischem Muster, zudem mit seiner für die Zeit zurückhaltenden Gestaltung typisch für die Reformarchitektur nach 1900, vor allem baugeschichtlich bedeutend | 09214537 |
|                                         | Wohnhauszeile mit Einfriedung                                                                  | Angelikastraße 15; 17; 19; 21 (Karte)                                                              | 1903–1904, bezeichnet 1904 (Wohnhaus)                                                                       | Nummer 17 bezeichnet 1904, als Gruppenhaus oder Reihenhaus für höhere Ansprüche ausgeführt, ein für Dresden seltenes Beispiel für eine geschlossene Einfamilien-Landhausbebauung nach englischem Muster, zudem mit seiner für die Zeit zurückhaltenden Gestaltung typisch für die Reformarchitektur nach 1900, baugeschichtlich bedeutend | 09214538 |
|                                         | Wohnhauszeile mit Einfriedung (Bettinastraße 19, 21 und Angelikastraße 15a)                    | Angelikastraße 15a (Karte)                                                                         | 1903–1905 (Wohnhaus)                                                                                        | Wohnhauszeile mit Einfriedung (Bettinastraße 19, 21 und Angelikastraße 15a); als Gruppenhaus oder Reihenhaus für höhere Ansprüche ausgeführt, ein für Dresden seltenes Beispiel für eine geschlossene Einfamilien-Landhausbebauung nach englischem Muster, zudem mit seiner für die Zeit zurückhaltenden Gestaltung typisch für die Reformarchitektur nach 1900, vor allem baugeschichtlich bedeutend | 09214540 |
|                                         | Doppelwohnhaus (Angelikastraße 23 und Charlottenstraße 38)                                     | Angelikastraße 23 (Karte)                                                                          | bis 1906, in diesem Jahr fertiggestellt (Doppelwohnhaus)                                                    | als Gruppenhaus für höhere Ansprüche ausgeführt, ein für Dresden seltenes Beispiel für eine geschlossene Einfamilien-Landhausbebauung nach englischem Muster, zudem mit seiner für die Zeit zurückhaltenden Gestaltung typisch für die Reformarchitektur nach 1900, baugeschichtlich bedeutend. | 09214541 |
|                                         | Doppelvilla mit Einfriedung (Arndtstraße 1 und Jägerstraße 4)                                  | Arndtstraße 1 (Karte)                                                                              | um 1875 (Villa)                                                                                             | markanter historisierender Bau mit sandsteinverblendeten Fassaden, horizontale Gliederung, Eckbetonungen, Anbauten, belebt von unterschiedlichen Zierelementen, zeittypisch, baugeschichtlich bedeutend, im Zusammenhang mit Preußischem Viertel, auch Radeberger Vorstadt genannt, stadtbaugeschichtlich von Belang | 09215012 |
| Weitere Bilder                          | Mietvilla mit Nebengebäude (Remise) und Einfriedung                                            | Arndtstraße 2 (Karte)                                                                              | 1896–1897 (Mietvilla)                                                                                       | markante historisierende Bauten mit Formen, wie Staffelgiebeln, die an die Gotik erinnern, vor allem baugeschichtlich bedeutend, Remisengebäude mit Seltenheitswert, im Zusammenhang mit Preußischem Viertel, auch Radeberger Vorstadt genannt, stadtbaugeschichtlich von Belang. | 09215487 |
| Weitere Bilder                          | Mietvilla mit Einfriedung                                                                      | Arndtstraße 3 (Karte)                                                                              | 1899 (Mietvilla)                                                                                            | markanter neobarocker Wohnbau am Übergang zum Jugendstil, auffällig der mittige Vorbau mit geschweiftem Giebel darüber, belebt von vergleichsweise zurückhaltendem, aber akzentuierendem Schmuck, baugeschichtlich und künstlerisch bedeutend, im Zusammenhang mit Preußischem Viertel, auch Radeberger Vorstadt genannt, stadtbaugeschichtlich von Belang | 09215488 |
| Weitere Bilder                          | Mietvilla mit Einfriedung                                                                      | Arndtstraße 4 (Karte)                                                                              | 1898 (Mietvilla)                                                                                            | Beispiel der versachlichten Architektur um und nach 1900 mit historisierenden Elementen, schon beeinflusst von Heimatstil und Jugendstil (Anklänge englischer Landhausstil), baugeschichtlich von Belang, im Zusammenhang mit Preußischem Viertel, auch Radeberger Vorstadt genannt, stadtbaugeschichtlich von Belang | 09215486 |
| Weitere Bilder                          | Mietvilla mit Einfriedung                                                                      | Arndtstraße 5 (Karte)                                                                              | bezeichnet 1899, Datierung offenbar während der Erneueru (Mietvilla)                                        | markanter neobarocker Wohnbau am Übergang zum Jugendstil, auffällig der mittige Vorbau, Fassaden belebt von vergleichsweise zurückhaltendem, aber akzentuierendem Schmuck, baugeschichtlich und künstlerisch bedeutend, im Zusammenhang mit Preußischem Viertel, auch Radeberger Vorstadt genannt, stadtbaugeschichtlich von Belang | 09215485 |
| Weitere Bilder                          | Villa mit Einfriedung                                                                          | Arndtstraße 6 (Karte)                                                                              | 1885–1886 (Villa)                                                                                           | markanter historisierender Bau, Betonung der Mittelachse, Belebung durch Schmuck, zeitweilig Elternhaus des Schriftstellers Ludwig Renn, woran eine Gedenktafel erinnert, baugeschichtlich und personengeschichtlich bedeutend, im Zusammenhang mit Preußischem Viertel, auch Radeberger Vorstadt genannt, stadtbaugeschichtlich von Belang | 09215481 |
| Weitere Bilder                          | Villa Bianka                                                                                   | Arndtstraße 7 (Karte)                                                                              | 1898–1899 (Mietvilla)                                                                                       | Mietvilla mit Einfriedung; markanter neobarocker Wohnbau, auffällig der Mittelrisalit mit geschweiftem Giebel, Fassaden belebt von vergleichsweise zurückhaltendem, aber akzentuierendem Schmuck, baugeschichtlich und künstlerisch bedeutend, im Zusammenhang mit Preußischem Viertel, auch Radeberger Vorstadt genannt, stadtbaugeschichtlich von Belang | 09215482 |
| Weitere Bilder                          | Mietvilla                                                                                      | Arndtstraße 8 (Karte)                                                                              | 1897–1898 (Mietvilla)                                                                                       | historisierend gestaltetes Gebäude, belebt von Schmuck- und Gliederungselementen, Horizontale dominiert, bauhistorisch bedeutend, im Zusammenhang mit Preußischem Viertel, auch Radeberger Vorstadt genannt, stadtbaugeschichtlich von Belang | 09214771 |
| Weitere Bilder                          | Doppelvilla mit Hintergebäude und Einfriedung                                                  | Arndtstraße 9 (Karte)                                                                              | 1898–1899 (Villa), 1898–1899 (Hinterhaus)                                                                   | Doppelvilla mit Hintergebäude und Einfriedung (Arndtstraße 9 und Louis-Braille-Straße 8); historisierend gestaltetes Gebäude, belebt von Schmuck- und Gliederungselementen, zeitweilig Elternhaus des Schriftstellers Ludwig Renn, baugeschichtlich und personengeschichtlich bedeutend, im Zusammenhang mit Preußischem Viertel, auch Radeberger Vorstadt genannt, stadtbaugeschichtlich von Belang. | 09214394 |
|                                         | Mietvilla                                                                                      | Arndtstraße 10 (Karte)                                                                             | 1897–1898 (Mietvilla)                                                                                       | historisierend gestaltetes Gebäude, belebt von Schmuck- und Gliederungselementen, Horizontale dominiert, bauhistorisch bedeutend, im Zusammenhang mit Preußischem Viertel, auch Radeberger Vorstadt genannt, stadtbaugeschichtlich von Belang | 09215483 |
|                                         | Mietvilla                                                                                      | Arndtstraße 11 (Karte)                                                                             | 1900–1901 (Mietvilla)                                                                                       | zeittypischer Bau mit Jugendstilornamentik, der Historismus im Vergleich zu den etwas älteren Materne-Bauten an der Straße (Nummer 3, 5 und 7) völlig zurückgedrängt, baugeschichtlich bedeutend, im Zusammenhang mit Preußischem Viertel, auch Radeberger Vorstadt genannt, stadtbaugeschichtlich von Belang | 09214772 |
|                                         | Mietvilla                                                                                      | Arndtstraße 12 (Karte)                                                                             | 1901–1902 (Villa)                                                                                           | markanter, noch historisierender Bau aus dem Anfang des 20. Jahrhunderts, baugeschichtlich bedeutend, im Zusammenhang mit Preußischem Viertel, auch Radeberger Vorstadt genannt, stadtbaugeschichtlich von Belang | 09215484 |
|                                         | Mietvilla                                                                                      | Arndtstraße 13 (Karte)                                                                             | 1901–1902 (Mietvilla)                                                                                       | markanter Jugendstilbau mit charakteristischem Dekor und formschönen Details, baugeschichtlich und künstlerisch bedeutend sowie als Teil des Wohnquartiers Preußisches Viertel stadtentwicklungsgeschichtlich von Belang | 09215489 |
|                                         | Villa Mende                                                                                    | Auf dem Meisenberg 1 (Karte)                                                                       | 1937, lt. Adressbuch (Wohnhaus)                                                                             | Wohnhaus mit angebauter Garage in offener Bebauung; charakteristischer, mit Walmdach und Klappläden traditionell gestalteter Bau um 1935, baugeschichtlich bedeutend, erbaut für Martin Mende. | 09214758 |
|                                         | Wohnhaus in offener Bebauung                                                                   | Auf dem Meisenberg 5 (Karte)                                                                       | um 1935 (Wohnhaus)                                                                                          | charakteristischer, mit Walmdach, Klappläden, Segmentbogenfenstern und Balkon über dem Eingang traditionell gestalteter Bau um 1935, erinnert an Häuser des seinerzeit den Wohnungsbau mitprägenden Architekten Paul Schmitthenner (1884–1972), baugeschichtlich bedeutend. | 09214759 |
|                                         | Wohnhaus in offener Bebauung mit kleiner Terrasse                                              | Auf dem Meisenberg 9 (Karte)                                                                       | 1936 (Wohnhaus)                                                                                             | markantes, für die Zeit um 1935 charakteristisches Wohngebäude als verputzter Rechteckbau mit Satteldach, steinsichtigen Elementen, Öffnungen mit Segmentbogenabschluss, baugeschichtlich bedeutend | 09214760 |
|                                         | Wohnhaus in offener Bebauung                                                                   | Auf dem Meisenberg 17 (Karte)                                                                      | bezeichnet 1937 (Wohnhaus)                                                                                  | charakteristischer, mit Walmdach und Klappläden traditionell gestalteter Bau um 1935, baugeschichtlich bedeutend | 09214761 |
|                                         | Mietvilla                                                                                      | Bachstraße 7 (Karte)                                                                               | um 1860 (Villa)                                                                                             | etwas reduzierter frühhistoristischer Bau aus dem 3. Viertel des 19. Jahrhunderts, Fenster neuere Zutat, erinnert an das Entstehen des Viertels, stadtentwicklungsgeschichtlich von Belang | 09214638 |
|                                         | Mietshaus mit Einfriedung in offener Bebauung                                                  | Bachstraße 18 (Karte)                                                                              | um 1895 (Mietshaus)                                                                                         | repräsentativer historisierender Klinker-Werkstein-Bau, baugeschichtlich bedeutend, im Zusammenhang mit Preußischem Viertel, auch Radeberger Vorstadt genannt, stadtbaugeschichtlich von Belang | 09215490 |
| Weitere Bilder                          | Mietshaus mit Einfriedung in offener Bebauung                                                  | Baumstraße 5 (Karte)                                                                               | 1898–1899 (Mietshaus)                                                                                       | charakteristischer eklektizistischer Bau der späten Gründerzeit mit aufwendiger Fassadengestaltung, dominiert von den seitlichen Risaliten mit Giebeln, baugeschichtlich und künstlerische bedeutend | 09215491 |
|                                         | Kügelgenstele                                                                                  | Bautzner Straße (Karte)                                                                            | um 2010 (Gedenktafel)                                                                                       | aus Tafel und Stiel, erinnert an die Stelle, wo der Maler Gerhard von Kügelgen (1772–1820) am 27. März 1820 von einem Raubmörder erschlagen wurde, personengeschichtlich und ortsgeschichtlich von Bedeutung (historischer Ort) | 09218833 |
| Weitere Bilder                          | Königsufer; Pavillon am Waldschlösschen (Einzeldenkmal zu ID-Nr. 09306037)                     | Bautzner Straße (Karte)                                                                            | 1933–1938 (Aussichtspavillon)                                                                               | Einzeldenkmal der Sachgesamtheit Königsufer (ID-Nr. 09306037, siehe Liste der Kulturdenkmale in der Inneren Neustadt): Aussichtspavillon; nahe der Waldschlösschen-Brauerei, Teil der Neustädter Elbufergestaltung, in auffälliger, teilweise repräsentativer und auch zeittypischer Form, Königsufer einzigartige Gestaltung des Flussufers einer Stadt, baugeschichtlich, künstlerisch, städtebaulich und gartenkünstlerisch/landschaftsgestalterisch bedeutend. | 09214459 |
| Weitere Bilder                          | Drachenschänke (ehem.)                                                                         | Bautzner Straße 72 (Karte)                                                                         | 1. Hälfte 18. Jh., um 1734 (Gasthaus), nach 1945 wieder aufgebaut (Gasthaus)                                | Gasthaus auf Unterbau, dazu Einfriedungsmauer mit Pforte; auf dem Gelände des ehem. Linckeschen Bades, nach 1945 auf alten Grundmauern in veränderter Form wiederaufgebaut, historisches Lokal, dient heute zu Wohnzwecken, wirkt in den Elbraum der Stadt, vor allem landschaftsgestalterisch von Belang. | 09214432 |
| Weitere Bilder                          | Minol-Tankstelle (ehem.)                                                                       | Bautzner Straße 72b (neben) (Karte)                                                                | 1927 (Tankstelle)                                                                                           | Tankstelle; als architektonisches Zeugnis der Verkehrsgeschichte seiner Zeit, technikgeschichtlich sowie baugeschichtlich von Bedeutung, besitzt zudem als eine der wenigen erhaltenen Beispiele der 1920er Jahre deutschlandweit Seltenheitswert oder ist sogar singulär. | 09218825 |
| Weitere Bilder                          | Villa Anna                                                                                     | Bautzner Straße 74 (Karte)                                                                         | 1856 (Villa)                                                                                                | Villa mit Garten, zwei Eckpavillons an der Bautzner Straße und elbseitig sowie Einfriedungen/Stützmauer (elbseitige und straßenseitig) mit Pforte; Mitte betont, Rundbogenfenster, ädikulaartige Fenstereinfassungen, bemerkenswerter Neurenaissance-Bau der um und nach 1850 in Dresden und darüber hinaus vorherrschenden Semper-Nicolai-Schule (auch Dresdner Schule), baugeschichtlich und künstlerisch bedeutend. | 09214434 |
|                                         | Nebengebäude mit Remise                                                                        | Bautzner Straße 76 (Karte)                                                                         | um 1870 Nebengebäude mit Remise (Nebengebäude)                                                              | gehört trotz seiner untergeordneten Funktion zu den charaktervollsten Historismusbauten Dresdens, vor allem baugeschichtlich bedeutend | 09210010 |
| Weitere Bilder                          | Villa mit Garten, Einfriedung mit Pforte und Remisengebäude                                    | Bautzner Straße 80 (Karte)                                                                         | bezeichnet 1872 (Villa), um 1900 (Remisengebäude)                                                           | schlossähnliche neugotische Villa im Tudorstil mit Spitzbogenöffnungen, türmchenartigen Aufsätzen, den typischen, seitlich abgewinkelten Fensterbedachungen (Aufkröpfungen), abschließenden Zinnenkränzen, zumeist stilisiert, gestalterisch markant, baugeschichtlich und künstlerisch bedeutend | 09214435 |
| Weitere Bilder                          | Turmhaus Bautzner Straße 82 (Villa)                                                            | Bautzner Straße 82 (Karte)                                                                         | 1860 (Villa)                                                                                                | Villa mit Garten und Einfriedungen (elbseitige und straßenseitig) und Pforte; schlossähnliche neugotische Villa im Tudorstil mit Spitzbogenöffnungen, türmchenartigen Aufsätzen, den typischen, seitlich abgewinkelten Fensterbedachungen, abschließenden Zinnenkränzen, zumeist stilisiert, gestalterisch markant, baugeschichtlich und künstlerisch bedeutend. | 09214436 |
| Weitere Bilder                          | Villa mit Garten und Einfriedung                                                               | Bautzner Straße 86 (Karte)                                                                         | 1863–1864 (Villa)                                                                                           | Neurenaissance-Bau mit reichem plastischem Schmuck und flachem Walmdach, Gartenseite reich gestaltet, Bau wirkt weit in den Elbraum der Stadt hinein, baugeschichtlich, künstlerisch und landschaftsgestalterisch bedeutend | 09214437 |
| Weitere Bilder                          | Villa mit zwei Nebengebäuden, Villengarten und Einfriedungen                                   | Bautzner Straße 88 (Karte)                                                                         | 1863–1864 (Villa), 1863–1864 (Villengarten/Landhausgarten), um 1880 (Nebengebäude)                          | die Nebengebäude ursprünglich als Kutscher- und Gärtnerwohnung oder Stall und Wagenremise genutzt, stattliche, straßenseitig zweigeschossige Villa der Nicolai-Schule, baugeschichtlich und künstlerisch bedeutend, wirkt in den Elbraum der Stadt, demzufolge auch landschaftsgestalterisch von Belang | 09214438 |
|                                         | Elbseitige Einfriedung                                                                         | Bautzner Straße 90 (Karte)                                                                         | letztes Viertel 19. Jh. (Einfriedung)                                                                       | Elbseitige Einfriedung; wirkt in den Elbraum, landschaftsgestaltend bedeutend | 09218826 |
|                                         | Elbseitige Einfriedung                                                                         | Bautzner Straße 92 (Karte)                                                                         | letztes Viertel 19. Jh. (Einfriedung)                                                                       | Elbseitige Einfriedung; wirkt in den Elbraum, landschaftsgestaltend bedeutend | 09218827 |
| Weitere Bilder                          | Villa mit Garten und Einfriedung sowie zwei Seitengebäude                                      | Bautzner Straße 94 (Karte)                                                                         | 1863 (Villa)                                                                                                | letztere ursprünglich als Remisen genutzt, Hauptbau dominiert von Mittelrisalit, zur Gartenseite belebt von Säulen und Pilastern, bemerkenswertes Beispiel eines historisierenden Wohnbaus der für Dresden typischen Semper-Nicolai-Schule, baugeschichtlich bedeutend, wegen seines gestalterischen Anspruchs und der exponierten Lagen, künstlerisch sowie städtebaulich wertvoll | 09214439 |
| Weitere Bilder                          | Villa mit Einfriedung und Garten                                                               | Bautzner Straße 95 (Karte)                                                                         | 1862 (Villa), 1862 (Villengarten/Landhausgarten)                                                            | Villa mit Einfriedung und Garten; vor allem ein Neurenaissance-Bau, der gartenseitige dreiachsige Mittelrisalit einschließlich Dreiecksgiebel und Akroterien spätklassizistisch anmutend, der von Hofgärtner Hermann Sigismund Neumann (1823–1880) gestaltete Garten rekonstruiert, baugeschichtlich, gartenkünstlerisch und künstlerisch bedeutendes Anwesen. Architekt: Michael Friedrich Aurich. | 09214440 |
| Weitere Bilder                          | Marcolinische Meierei mit Nebengebäude (sog. Schweizerhaus)                                    | Bautzner Straße 96 (Karte)                                                                         | im Kern um 1790 (Villa), um 1795/1796, westliches Torhaus (Torhaus), 1852/1856, östliches Torhaus (Torhaus) | Villa mit zwei Torhäusern, Nebengebäude (sogenanntes Schweizerhaus), errichtet für Camillo Marcolini, Villengarten und Einfriedungen mit Pforte und Tor; seit 1785 Mittelpunkt eines landwirtschaftlichen Mustergutes nach englischem Vorbild, heutige Erscheinungsbild des Hauptgebäudes vor allem durch Erweiterung im Sinne der Neurenaissance um 1863 geprägt, Mittenbetonung, Rundfenster, Balkonvorlage, auf jeden Fall Bau der Nicolai-Schule, baugeschichtlich, ortsgeschichtlich und künstlerisch bedeutend. | 09214441 |
| Weitere Bilder                          | Nebengebäude, repräsentative Treppenanlage und Einfriedungen (elbseitige und straßenseitig)    | Bautzner Straße 98 (Karte)                                                                         | um 1893/1894 (Nebengebäude)                                                                                 | historisierender Bau, Teil einer markanten Villenbebauung, baugeschichtliche, stadtbaugeschichtliche und landschaftsgestaltende Bedeutung | 09214442 |
| Weitere Bilder                          | Villa                                                                                          | Bautzner Straße 99 (Karte)                                                                         | 1857 (Villa)                                                                                                | Villa mit Einfriedung; markanter Bau mit gestalterisch hervorgehobenem Mittelrisalit, charakteristisches Anwesen der Semper-Nicolai-Schule, einer Dresdner Spielart der Neorenaissance, ästhetisch anspruchsvoll, baugeschichtlich und künstlerisch bedeutend sowie als Teil des Wohnquartiers Preußisches Viertel stadtentwicklungsgeschichtlich von Belang. | 09214443 |
| Weitere Bilder                          | Sachgesamtheit Villa Zietz mit Einzeldenkmalen                                                 | Bautzner Straße 102 (Karte)                                                                        | 1854–1855 (Sachgesamtheit)                                                                                  | Sachgesamtheit Villa Zietz (Bautzner Straße 102) mit den Einzeldenkmalen Villa, Einfriedung, Stützmauer und Solitärbaum (Einzeldenkmal ID-Nr. 09306637) sowie dem Sachgesamtheitsteil Garten; gestalterisch anspruchsvolles historistisches Anwesen, umfängliche Außenanlage, die in den Elbraum wirkt, zudem landschaftsgestalterisch und städtebaulich von Belang. | 09214444 |
| Weitere Bilder                          | Villa Zietz (Einzeldenkmale zu ID-Nr. 09214444)                                                | Bautzner Straße 102 (Karte)                                                                        | 1854–1855 (Villa)                                                                                           | Einzeldenkmale der o. g. Sachgesamtheit: Villa, Einfriedung, Stützmauer und Solitärbaum; gestalterisch anspruchsvoller historistischer Bau, baugeschichtlich und künstlerisch bedeutend, Solitärbaum und Villa bilden Einheit von Denkmalwert. | 09306637 |
| Weitere Bilder                          | Landhaus/Villa mit Waschhaus                                                                   | Bautzner Straße 103 (Karte)                                                                        | 1861 (Villa)                                                                                                | Landhaus/Villa mit Waschhaus und Einfriedung an der Bautzner Straße, Stolpener Straße und Radeberger Straße; charakteristischer spätklassizistischer Bau, einer der ältesten im Preußischen Viertel, baugeschichtlich und stadtentwicklungsgeschichtlich bedeutend. | 09214445 |
| Weitere Bilder                          | Felsner-Villa (ehem.)                                                                          | Bautzner Straße 104 (Karte)                                                                        | 1862–1863 (Villa)                                                                                           | Villa mit Garten, Remise und Unterbauten; ein in Dresden eher selteneren Landhaustypus mit Turm um 1850 der Berlin-Potsdamer Architektur der Schinkel-Nachfolge, baugeschichtlich und künstlerisch bedeutend, wirkt in den Elbraum, somit auch städtebaulich von Belang. | 09214447 |
|                                         | Mauer zur Radeberger Straße                                                                    | Bautzner Straße 105 (Karte)                                                                        | 2. Hälfte 19. Jh. (Einfriedung)                                                                             | Teil eines beeindruckenden, ortsbildprägenden Mauerzuges, vor allem aus Sandsteinquadern, stadtbaugeschichtlich von Belang | 09214448 |
| Direkt Bild zu diesem Denkmal hochladen | Villenartiges Wohnhaus, freistehend                                                            | Bautzner Straße 106 (Karte)                                                                        | Um 1870, wohl 1871–1872                                                                                     | Kleines massives Gebäude des Historismus, Fassaden zurückhaltend gestaltet, aber weitestgehend authentisch, vor allem baugeschichtlich von Bedeutung | 09307247 |
| Weitere Bilder                          | Wigman-Schule (ehem.)                                                                          | Bautzner Straße 107 (Karte)                                                                        | 1926–1927 (Schule), 1857–1858 (Villa), um 1970 (Betonformsteinwand)                                         | Ehem. Tanzschule aus Villa, Betonformsteinwände als Einfriedung, rückwärtigem Erweiterungsbau und Mauer zur Radeberger Straße; Erweiterungsbau mit drei Sälen und Verbindungsgang, Anwesen erinnert an Mary Wigman (1886–1973), eine deutsche Tänzerin, Choreografin und Tanzpädagogin mit internationaler Ausstrahlung, war zudem renommierte Kultureinrichtung der Stadt, Gebäudekomplex kulturgeschichtlichen, ortsgeschichtlichen sowie personengeschichtlichen bedeutend. | 09306711 |
| Weitere Bilder                          | Villa mit Einfriedung                                                                          | Bautzner Straße 109 (Karte)                                                                        | 1855–1856 (Villa)                                                                                           | Beispiel der in der zweiten Hälfte des 19. Jahrhunderts in Dresden vorherrschenden Semper-Nicolai-Schule mit erhöhtem Mittelteil, bemerkenswert die weitgehend authentisch erhaltene historisierende Fassade, baugeschichtlich und künstlerisch bedeutend | 09214449 |
| Weitere Bilder                          | Villa Elysium                                                                                  | Bautzner Straße 110 (Karte)                                                                        | 1851–1853 (Villa)                                                                                           | Villa mit rückwärtigem Turmanbau und Unterbauten sowie Villengarten mit Terrassierung, Treppen, Grotte und Resten einer Brücke sowie Einfriedungsmauer; bemerkenswerter historisierender Bau, gesamte Anlage eines der repräsentativsten baulichen und gärtnerisch gestalteten Anwesen um 1850 in Dresden, baugeschichtlich, künstlerisch und landschaftsgestaltend bedeutend. | 09215480 |
| Weitere Bilder                          | Tudor-Villa                                                                                    | Bautzner Straße 125 (Karte)                                                                        | 1856 (Villa)                                                                                                | Villa mit ovalem Wasserbecken, straßenseitiger Einfriedung und seitlichen Mauern; schlossähnliche neugotische Villa im Tudorstil mit kleinem achteckigem Turm, abschließendem Zinnenkranz, gestalterisch markant, baugeschichtlich und künstlerisch bedeutend. | 09214446 |
| Weitere Bilder                          | Villa mit Einfriedung                                                                          | Bautzner Straße 127 (Karte)                                                                        | um 1880 (Villa)                                                                                             | markanter historisierender Wohnbau aus der zweiten Hälfte des 19. Jahrhunderts, Mittelachse durch Rundbogenöffnungen betont, Gebäude mittels Öffnungen der Straße zu Elbe weithin sichtbar, baugeschichtlich und städtebaulich bedeutend | 09214450 |
| Weitere Bilder                          | Mietvilla                                                                                      | Bautzner Straße 129 (Karte)                                                                        | um 1875 (Mietvilla)                                                                                         | trotz leicht reduzierter Fassade markanter historisierender Bau der zweiten Hälfte des 19. Jahrhunderts, Vertreter des Rundbogenstils, zudem Teil einer beeindruckenden Reihe in den Elbraum wirkender Villenbauten, baugeschichtlich und städtebaulich bedeutend | 09218828 |
| Weitere Bilder                          | Mietvilla mit Einfriedung                                                                      | Bautzner Straße 131 (Karte)                                                                        | 1872–1873 (Mietvilla)                                                                                       | markanter Bau mit gestalterisch hervorgehobenem Mittelrisaliten, charakteristisches Anwesen seiner Zeit, Beispiel der Semper-Nicolai-Schule, einer Dresdner Spielart der Neorenaissance, ästhetisch anspruchsvoll, baugeschichtlich und künstlerisch bedeutend sowie als Teil des Wohnquartiers Preußisches Viertel stadtentwicklungsgeschichtlich von Belang | 09214451 |
| Weitere Bilder                          | Mietvilla mit Hintergebäude und Einfriedung                                                    | Bautzner Straße 133 (Karte)                                                                        | 1893–1894 (Mietvilla)                                                                                       | zeittypischer historistischer Bau im Sinne der Deutschen Renaissance, dominiert von diesem Stil zugehörigen Schweifgiebeln, baugeschichtlich bedeutend, im Zusammenhang mit Preußischem Viertel, auch Radeberger Vorstadt genannt, stadtbaugeschichtlich von Belang | 09214452 |
| Weitere Bilder                          | Villa mit Einfriedung                                                                          | Bautzner Straße 135 (Karte)                                                                        | 1886–1887 (Villa)                                                                                           | markanter Wohnbau des ausgehenden 19. Jahrhunderts, mit ausgewogener Fassadengliederung, Mittelrisaliten, noblem Schmuck und zentrale Diele um die sich andere Räume gruppieren, Vertreter der für Dresden so bedeutsamen Semper-Nicolai-Schule, innen noch beträchtliche Ausstattungsteile aus der Entstehungszeit, Anwesen baugeschichtlich und künstlerisch bedeutend | 09214453 |
| Weitere Bilder                          | Mietvilla                                                                                      | Bautzner Straße 141 (Karte)                                                                        | 1872–1873 (Mietvilla)                                                                                       | markanter Bau mit gestalterisch hervorgehobenem Mittelrisalit, charakteristisches Anwesen seiner Zeit, Beispiel der Semper-Nicolai-Schule, einer Dresdner Spielart der Neorenaissance, ästhetisch anspruchsvoll, baugeschichtlich und künstlerisch bedeutend sowie als Teil des Wohnquartiers Preußisches Viertel stadtentwicklungsgeschichtlich von Belang | 09214454 |
| Weitere Bilder                          | Mietvilla mit Einfriedung und Hintergebäude                                                    | Bautzner Straße 143; 143a (Karte)                                                                  | 1895–1896 (Villa)                                                                                           | äußerst repräsentatives Villenanwesen aus dem späten 19. Jahrhundert, Klinkerbau, reicher historisierender Fassadendekor, vor allem in Anlehnung an die Deutsche Renaissance errichtet, baugeschichtlich bedeutend, zudem künstlerisch von Belang | 09214455 |
|                                         | Villa mit Einfriedung                                                                          | Bautzner Straße 147 (Karte)                                                                        | 1875 (Villa)                                                                                                | markanter Bau mit gestalterisch hervorgehobenem Mittelrisalit, charakteristisches Anwesen seiner Zeit, Beispiel der Semper-Nicolai-Schule, einer Dresdner Spielart der Neorenaissance, wobei auch Motive der französischen Klassik verwendet wurden (hohe Dach mit ornamentierten Gaupen), ästhetisch anspruchsvoll, baugeschichtlich und künstlerisch bedeutend sowie als Teil des Wohnquartiers Preußisches Viertel stadtentwicklungsgeschichtlich von Belang | 09214456 |
|                                         | Villa mit Einfriedung                                                                          | Bautzner Straße 149 (Karte)                                                                        | 1866 (Villa)                                                                                                | markanter Bau mit gestalterisch hervorgehobenem Mittelrisaliten, charakteristisches Anwesen seiner Zeit, Beispiel der Semper-Nicolai-Schule, einer Dresdner Spielart der Neorenaissance, ästhetisch anspruchsvoll, baugeschichtlich und künstlerisch bedeutend sowie als Teil des Wohnquartiers Preußisches Viertel stadtentwicklungsgeschichtlich von Belang | 09214457 |
|                                         | Wohnhauszeile (Klarastr. 2–8 und Bautzner Straße 171)                                          | Bautzner Straße 171 (Karte)                                                                        | 1903–1904 (Wohnhaus)                                                                                        | als Gruppenhaus oder Reihenhaus für höhere Ansprüche ausgeführt, ein für Dresden seltenes Beispiel für eine geschlossene Einfamilien-Landhausbebauung nach englischem Muster, zudem mit seiner für die Zeit zurückhaltenden Gestaltung typisch für die Reformarchitektur nach 1900, vor allem baugeschichtlich bedeutend | 09214676 |
|                                         | Wohnhauszeile mit Einfriedung                                                                  | Bettinastraße 12; 14; 16 (Karte)                                                                   | 1903–1904 (Wohnhaus)                                                                                        | als Gruppenhaus oder Reihenhaus für höhere Ansprüche ausgeführt, ein für Dresden seltenes Beispiel für eine geschlossene Einfamilien-Landhausbebauung nach englischem Muster, zudem mit seiner für die Zeit zurückhaltenden Gestaltung typisch für die Reformarchitektur nach 1900, vor allem baugeschichtlich bedeutend | 09214544 |
|                                         | Doppelwohnhaus mit Einfriedung                                                                 | Bettinastraße 15; 17 (Karte)                                                                       | bis 1908 (Doppelwohnhaus)                                                                                   | als Gruppenhaus für höhere Ansprüche ausgeführt, ein für Dresden seltenes Beispiel für eine geschlossene Einfamilien-Landhausbebauung nach englischem Muster, zudem mit seiner für die Zeit zurückhaltenden Gestaltung typisch für die Reformarchitektur nach 1900, vor allem baugeschichtlich bedeutend | 09214545 |
|                                         | Wohnhauszeile und Einfriedung (Angelikastr. 1–13 und Bettinastraße 18)                         | Bettinastraße 18 (Karte)                                                                           | 1903–1904 (Wohnhaus)                                                                                        | als Gruppenhaus oder Reihenhaus für höhere Ansprüche ausgeführt, ein für Dresden seltenes Beispiel für eine geschlossene Einfamilien-Landhausbebauung nach englischem Muster, zudem mit seiner für die Zeit zurückhaltenden Gestaltung typisch für die Reformarchitektur nach 1900, vor allem baugeschichtlich bedeutend | 09214537 |
|                                         | Wohnhauszeile mit Einfriedung (Bettinastraße 19, 21 und Angelikastraße 15a)                    | Bettinastraße 19; 21 (Karte)                                                                       | 1903–1905 (Wohnhaus)                                                                                        | als Gruppenhaus oder Reihenhaus für höhere Ansprüche ausgeführt, ein für Dresden seltenes Beispiel für eine geschlossene Einfamilien-Landhausbebauung nach englischem Muster, zudem mit seiner für die Zeit zurückhaltenden Gestaltung typisch für die Reformarchitektur nach 1900, vor allem baugeschichtlich bedeutend | 09214540 |
| Weitere Bilder                          | Wohnhaus, Seitengebäude mit ehemaligem Gartenlokal                                             | Bischofsweg 31 (Karte)                                                                             | um 1865 (Wohnhaus)                                                                                          | als historische Restauration im Prießnitzgrund von besonderer ortsgeschichtlicher Bedeutung, zudem in ihrer Einheit von Haupthaus, eingeschossigem Nebengebäude und Freisitz (Garten) weitgehend erhalten | 09214476 |
|                                         | Wohnhaus mit Einfriedung, in offener Bebauung                                                  | Bischofsweg 41 (Karte)                                                                             | um 1862 (Landhaus)                                                                                          | als weitestgehend ursprünglich erhaltenes Beispiel eines im Schweizerhausstil gestalteten Landhauses vor allem baugeschichtlich bedeutend, sowie als Teil des Wohnquartiers Preußisches Viertel stadtentwicklungsgeschichtlich von Belang | 09214484 |
|                                         | Doppelwohnhaus in offener Bebauung                                                             | Bischofsweg 98; 100 (Karte)                                                                        | 1860/1870 (Doppelwohnhaus)                                                                                  | trotz seiner Schlichtheit markanter, vorgründerzeitlicher Bau, einer der ältesten in der Umgebung, baugeschichtlich und stadtentwicklungsgeschichtlich bedeutend | 09214532 |
|                                         | Mietshaus mit Einfriedung in offener Bebauung                                                  | Bischofsweg 102 (Karte)                                                                            | um 1890 (Mietshaus)                                                                                         | Straßenseite mit flachem Mittelrisalit, schlichtes Beispiel der Semper-Nicolai-Schule, einer Dresdner Spielart der Neorenaissance, baugeschichtlich bedeutend sowie als Teil des Wohnquartiers Preußisches Viertel stadtentwicklungsgeschichtlich von Belang | 09214533 |
|                                         | Wohnanlage über doppel-T-förmigem Grundriss mit Einfriedung in offener Bebauung                | Bischofsweg 104; 104a; 104b; 104c; (Karte)                                                         | 1914–1916 (Wohnhaus)                                                                                        | verändert und vereinfacht, noch erkennbar als Bau der Reformarchitektur nach 1900, u. a. mit weithin sichtbarem Dach, Anlage des Allgemeinen Mietbewohnervereins, ab 1914 begonnen, vor allem baugeschichtlich von Belang | 09214534 |
|                                         | Ehemalige Kinderkrippe mit Einfriedung                                                         | Bischofsweg 106 (Karte)                                                                            | um 1910 (Kinderkrippe)                                                                                      | laut Inschrift als solche konzipiert, markanter Bau der Reformarchitektur mit zurückhaltender Gliederung und akzentuierender Ornamentik, Beispiel der Gattung Bildungsbau, heute Wohnhaus, vor allem baugeschichtlich bedeutend | 09214535 |
| Weitere Bilder                          | Prießnitzbad; Ev.-Freikirchliche Pfingstgemeinde (ELIM-Gemeinde)                               | Bischofswerder Straße 1 (Karte)                                                                    | 1831 (Gasthaus)                                                                                             | Gaststätte (ehem.), mit Nebengebäuden und Garten; heute von der Freikirchlichen Gemeinde genutzt, schlichter Bau der Reformarchitektur nach 1900, vor allem baugeschichtlich von Belang. | 09214520 |
| Weitere Bilder                          | Sachgesamtheit Wohnanlage Bischofswerder Straße mit zahlreichen Einzeldenkmalen                | Bischofswerder Straße 3; 5; 6; 7; 8; 9; 10; 12; 14; 76; 78; 80; 83; 84; 85; 86; 87; 88; 89 (Karte) | 1927–1930 (Wohnanlage)                                                                                      | Sachgesamtheit Wohnanlage Bischofswerder Straße mit folgenden Einzeldenkmalen: Wohnhaus, Doppelwohnhaus und Häuserzeilen sowie den Außenanlagen, darunter den Einfriedungen, als Sachgesamtheitsteilen; Anlage aus insgesamt neun Gebäuden; baugeschichtlich und stadtentwicklungsgeschichtlich bedeutend. | 09306123 |
| Weitere Bilder                          | Wohnanlage Bischofswerder Straße: Wohnhaus (Einzeldenkmal zu ID-Nr. 09306123)                  | Bischofswerder Straße 3 (Karte)                                                                    | um 1930 (Mehrfamilienwohnhaus)                                                                              | Einzeldenkmal der Sachgesamtheit Wohnanlage Bischofswerder Straße: Wohnhaus; in traditioneller Bauweise errichtet, abweichend von den anderen Gebäuden des Ensembles Belebung durch Klinkerflächen, Sprossenfenster und Klappläden, sachlichere Gestaltung, Teil eines gestalterisch bemerkenswerten Ensembles des Kleinwohnungs- und Siedlungsbaus um 1925, baugeschichtlich bedeutend. | 09215157 |
| Weitere Bilder                          | Wohnhaus in Ecklage und offene Bebauung                                                        | Bischofswerder Straße 4 (Karte)                                                                    | 1926 (Wohnhaus)                                                                                             | typischer Wohnbau seiner Zeit mit zurückhaltend gestalteten Fassaden, stadtentwicklungsgeschichtlich von Bedeutung | 09215158 |
| Weitere Bilder                          | Wohnanlage Bischofswerder Straße: Häuserzeile (Einzeldenkmal zu ID-Nr. 09306123)               | Bischofswerder Straße 5; 7; 9 (Karte)                                                              | 1928 (Mehrfamilienwohnhaus)                                                                                 | Einzeldenkmal der Sachgesamtheit Wohnanlage Bischofswerder Straße: Häuserzeile; in traditioneller Bauweise errichtet, durch Risalite mit akzentuierendem Art-Deco-Schmuck reizvoll belebt, dabei Teil eines gestalterisch bemerkenswerten Ensembles des Kleinwohnungs- und Siedlungsbaus um 1925, baugeschichtlich bedeutend | 09215150 |
| Weitere Bilder                          | Wohnanlage Bischofswerder Straße: Doppelwohnhaus (Einzeldenkmal zu ID-Nr. 09306123)            | Bischofswerder Straße 6; 8 (Karte)                                                                 | 1927 (Doppelwohnhaus)                                                                                       | Einzeldenkmal der Sachgesamtheit Wohnanlage Bischofswerder Straße: Doppelwohnhaus; in traditioneller Bauweise errichtet, durch Risalite mit akzentuierendem Art-Deco-Schmuck reizvoll belebt, dabei Teil eines gestalterisch bemerkenswerten Ensembles des Kleinwohnungs- und Siedlungsbaus um 1925, baugeschichtlich bedeutend | 09215131 |
| Weitere Bilder                          | Wohnanlage Bischofswerder Straße: Häuserzeile (Einzeldenkmal zu ID-Nr. 09306123)               | Bischofswerder Straße 10; 12; 14 (Karte)                                                           | 1927 (Mehrfamilienwohnhaus)                                                                                 | Einzeldenkmal der Sachgesamtheit Wohnanlage Bischofswerder Straße: Häuserzeile; in traditioneller Bauweise errichtet, durch Risalite mit akzentuierendem Art-Deco-Schmuck reizvoll belebt, dabei Teil eines gestalterisch bemerkenswerten Ensembles des Kleinwohnungs- und Siedlungsbaus um 1925, baugeschichtlich bedeutend | 09215151 |
| Weitere Bilder                          | Wohnanlage Bischofswerder Straße: Wohnhaus (Einzeldenkmal zu ID-Nr. 09306123)                  | Bischofswerder Straße 76 (Karte)                                                                   | 1929 (Mehrfamilienwohnhaus)                                                                                 | Einzeldenkmal der Sachgesamtheit Wohnanlage Bischofswerder Straße: Wohnhaus; in traditioneller Bauweise errichtet, durch akzentuierenden Art-Deco-Schmuck reizvoll belebt, dabei Teil eines gestalterisch bemerkenswerten Ensembles des Kleinwohnungs- und Siedlungsbaus um 1925, baugeschichtlich bedeutend | 09215152 |
| Weitere Bilder                          | Wohnanlage Bischofswerder Straße: Häuserzeile von Nr. 78–84 (Einzeldenkmal zu ID-Nr. 09306123) | Bischofswerder Straße 78; 80; 84 (Karte)                                                           | 1929 (Mehrfamilienwohnhaus)                                                                                 | Einzeldenkmal der Sachgesamtheit Wohnanlage Bischofswerder Straße: Häuserzeile von Nr. 78–84 (Nr. 82 im II. Weltkrieg zerstört); in traditioneller Bauweise errichtet, durch Risalite mit akzentuierendem Art-Deco-Schmuck reizvoll belebt, dabei Teil eines gestalterisch bemerkenswerten Ensembles des Kleinwohnungs- und Siedlungsbaus um 1925, baugeschichtlich bedeutend | 09215154 |
| Weitere Bilder                          | Wohnanlage Bischofswerder Straße: Wohnhaus (Einzeldenkmal zu ID-Nr. 09306123)                  | Bischofswerder Straße 83 (Karte)                                                                   | 1928 (Mehrfamilienwohnhaus)                                                                                 | Einzeldenkmal der Sachgesamtheit Wohnanlage Bischofswerder Straße: Wohnhaus; in traditioneller Bauweise errichtet, durch akzentuierenden Art-Deco-Schmuck reizvoll belebt, dabei Teil eines gestalterisch bemerkenswerten Ensembles des Kleinwohnungs- und Siedlungsbaus um 1925, baugeschichtlich bedeutend | 09215153 |
| Weitere Bilder                          | Wohnanlage Bischofswerder Straße: Häuserzeile (Einzeldenkmal zu ID-Nr. 09306123)               | Bischofswerder Straße 85; 87; 89 (Karte)                                                           | 1928 (Mehrfamilienwohnhaus)                                                                                 | Einzeldenkmal der Sachgesamtheit Wohnanlage Bischofswerder Straße: Häuserzeile; in traditioneller Bauweise errichtet, durch akzentuierenden Art-Deco-Schmuck reizvoll belebt, dabei Teil eines gestalterisch bemerkenswerten Ensembles des Kleinwohnungs- und Siedlungsbaus um 1925, baugeschichtlich bedeutend | 09215155 |
| Weitere Bilder                          | Wohnanlage Bischofswerder Straße: Doppelwohnhaus (Einzeldenkmal zu ID-Nr. 09306123)            | Bischofswerder Straße 86; 88 (Karte)                                                               | 1929 (Doppelwohnhaus)                                                                                       | Einzeldenkmal der Sachgesamtheit Wohnanlage Bischofswerder Straße: Doppelwohnhaus; in traditioneller Bauweise errichtet, durch Risalite mit akzentuierendem Art-Deco-Schmuck reizvoll belebt, dabei Teil eines gestalterisch bemerkenswerten Ensembles des Kleinwohnungs- und Siedlungsbaus um 1925, baugeschichtlich bedeutend | 09215156 |
|                                         | Wohnanlage mit drei Häusern, gestalteter Freifläche und Einfriedung                            | Charlottenstraße 5; 7; 9 (Karte)                                                                   | 1925–1926 (Wohnhaus)                                                                                        | traditionelle Bauten mit Walmdächern und expressionistischen Gestaltungselementen, eigenwillige Einfriedung Teil der Freiflächengestaltung, vom Deutschen Reich für Militärangehörige errichtet, als zeittypische Beispiele des Kleinwohnungs- und Siedlungsbaus um 1930 vor allem baugeschichtlich bedeutend | 09214483 |
| Weitere Bilder                          | Wohnhaus mit kleiner seitlicher Pforte                                                         | Charlottenstraße 12 (Karte)                                                                        | um 1935 (Wohnhaus)                                                                                          | charakteristischer, mit Walmdach traditionell gestalteter Bau um 1935, bildet mit benachbarter Nummer 14 kleine zusammenhängende Baugruppe, baugeschichtlich bedeutend | 09215334 |
|                                         | Ehem. Wasserwerk Albertstadt                                                                   | Charlottenstraße 13 (Karte)                                                                        | bezeichnet 1902 (Wasserwerk), bezeichnet 1902 (Wohnhaus), bezeichnet 1915–1916 (Brunnenhaus)                | Zwei Wohnhäuser, Maschinenhaus, Werkstattgebäude und turmartiges Brunnenhaus sowie Einfriedung zur Charlottenstraße (Charlottenstraße 13 und Radeberger Straße 82, 84); im Maschinenhaus wohl noch Antriebsaggregat der Firma H. Pöge aus Chemnitz von 1902 erhalten, diente der Wasserversorgung der Albertstädter Garnison (dem »Gutsbezirk Albertstadt«), Anlage vor allem ortsgeschichtlich, technikgeschichtlich und wirtschaftsgeschichtlich bedeutend | 09215336 |
| Weitere Bilder                          | Wohnhaus mit angebauter Garage und Garten sowie Einfriedung                                    | Charlottenstraße 14 (Karte)                                                                        | um 1935 (Villa)                                                                                             | charakteristischer, mit Walmdach und Klappläden traditionell gestalteter Bau um 1935, baugeschichtlich bedeutend | 09215335 |
| Weitere Bilder                          | Grumbt-Villa                                                                                   | Charlottenstraße 34 (Karte)                                                                        | 1906–1907 (Villa)                                                                                           | Villa mit Gartengrundstück; stattlicher, gestalterisch äußerst anspruchsvoller und für seine Zeit hochmoderner Wohnbau mit Veranda im strengen Jugendstil, sachlich, fast archaisch, Belebung durch Mittelrisalit und Anbauten, Werk des lokal bedeutsamen Architekten Martin Pietzsch, errichtet für Ernst Grumbt (1840–1917), baugeschichtlich und künstlerisch bedeutend. | 09214669 |
|                                         | Haus Trutzschel                                                                                | Charlottenstraße 36 (Karte)                                                                        | 1904 (Villa)                                                                                                | Villa mit Gartengrundstück; stattlicher, gestalterisch äußerst anspruchsvoller und für seine Zeit hochmoderner Wohnbau, versachlicht, mit akzentuierender, neobarocker Ornamentik, Werk des überregional bedeutsamen Architekten Max Hans Kühne, dem Schöpfer des Leipziger Hauptbahnhofes, baugeschichtlich und künstlerisch bedeutend | 09215337 |
|                                         | Doppelwohnhaus (Angelikastraße 23 und Charlottenstraße 38)                                     | Charlottenstraße 38 (Karte)                                                                        | bis 1906, in diesem Jahr fertiggestellt (Doppelwohnhaus)                                                    | als Gruppenhaus für höhere Ansprüche ausgeführt, ein für Dresden seltenes Beispiel für eine geschlossene Einfamilien-Landhausbebauung nach englischem Muster, zudem mit seiner für die Zeit zurückhaltenden Gestaltung typisch für die Reformarchitektur nach 1900, baugeschichtlich bedeutend | 09214541 |
|                                         | Böhmert-Denkmal                                                                                | Fischhausstraße 12 (vor) (Karte)                                                                   | 1898 (Denkmal)                                                                                              | Denkmal; errichtet zur Erinnerung an den Landrichter Dr. Karl Böhmert (1862–1898), Sohn von Viktor Böhmert, Findling mit Medaillon und Inschrift, vor der Körperbehindertenschule, personengeschichtlich bedeutend. | 09217026 |
|                                         | Heidepark mit Volksheim                                                                        | Fischhausstraße 12a (Karte)                                                                        | um 1895 (Nebengebäude)                                                                                      | Nebengebäude/Pavillon; Teil eines Volksheims des Vereins Volkswohl, eine Einrichtung, die Arbeiter und ihrer Familien Bildungsmöglichkeiten und eine bessere Freizeitgestaltung anbot, 1950 wohl Gaststätte/Ausflugslokal, Hauptgebäude mittlerweile abgebrochen, ortsgeschichtlich bedeutend | 09217025 |
|                                         | II. Waldschule                                                                                 | Fischhausstraße 12b (Karte)                                                                        | 1928 (Schule)                                                                                               | Schulgebäude; markanter Komplex um Innenhof, in Anlehnung an den Stil des Bauhauses mit streng geometrischen Baukuben, Flachdächern sowie charakteristischen Tür- und Fensterbändern, baugeschichtlich, künstlerisch sowie ortsgeschichtlich und personengeschichtlich bedeutend. | 09217031 |
| Weitere Bilder                          | Fischhaus                                                                                      | Fischhausstraße 14; 14a (Karte)                                                                    | 1786–1800 (Gasthaus)                                                                                        | Gasthaus mit Hintergebäude; ersteres zweigeschossig, seitlich jüngerer Anbau von 1904 mit Eingang und Vorlaubengestaltung, charakteristischer Bau um 1800 mit Fledermausgaupen im Krüppelwalmdach, verbrettertem Oberstock und Klappläden im Erdgeschoss, die Erweiterung aus dem Anfang des 20. Jahrhunderts gestalterisch und im Sinne des Reformstils an den Altbau angepasst, Innere des Hintergebäude mit ältester Substanz (kleine Spitzbogenöffnung), eine der traditionsreichsten Restaurationen von Dresden, erster Bau an dieser Stelle Wohnhaus eines Kurfürstlichen Teichwärters, dann vom Forstamt genutzt, Anwesen baugeschichtlich und ortsgeschichtlich bedeutsam. | 09217028 |
| Weitere Bilder                          | Villa                                                                                          | Fischhausstraße 15 (Karte)                                                                         | um 1910 (Villa)                                                                                             | Wohnbau des Reformstils mit markanter Kubatur und wenigen akzentuierenden Gliederungs- und Schmuckelementen, dominiert von übergiebeltem Mittelrisalit mit Austritt und Eingang, Werk des lokal bekannten Büros Stephan und Möbius, baugeschichtlich bedeutend | 09211427 |
|                                         | Wasserwerk Saloppe (I) und Wasserwerk Hosterwitz (III)                                         | Fischhausstraße 17 (Karte)                                                                         | 1872–1875 (Wasserhochbehälter), 1904–1908 (Wasserhochbehälter)                                              | Zwei Hochbehälter mit Einstiegsbauwerken/Schieberhäusern, dazu Terrassen und Treppenanlagen; der ältere, 1872–1875 errichtete Speicher gehört zur Saloppe, der jüngere, 1908 in Betrieb gegangene zum Wasserwerk Hosterwitz, ausgesprochen beeindruckende und konstruktiv bemerkenswerte technische Bauwerke, dokumentieren die Versorgung der nach der Mitte des 19. Jahrhunderts sprunghaft angestiegenen Dresdner Bevölkerung, ortsgeschichtlich und technikgeschichtlich bedeutend. | 09210404 |
|                                         | Wohnhaus                                                                                       | Fischhausstraße 17b (Karte)                                                                        | 1914 (Beamtenwohnhaus)                                                                                      | ehem. Beamtenwohnhaus für Bedienstete des städtischen Wasserwerkes, ursprünglich mit zwei Laboratoriumsräumen und drei Wohnungen ausgestattet, baugeschichtlich und ortsgeschichtlich bedeutend (siehe auch Fischhausstraße 17) | 09217032 |
|                                         | Mietvilla mit Einfriedung                                                                      | Forststraße 2 (Karte)                                                                              | um 1860 (Mietvilla)                                                                                         | letztere leicht verändert, markanter Bau mit gestalterisch hervorgehobenem Mittelrisalit, charakteristisches Anwesen der Semper-Nicolai-Schule, einer Dresdner Spielart der Neorenaissance, ästhetisch anspruchsvoll, baugeschichtlich und künstlerisch bedeutend sowie als Teil des Wohnquartiers Preußisches Viertel stadtentwicklungsgeschichtlich von Belang | 09215005 |
|                                         | Villa mit Einfriedung                                                                          | Forststraße 6 (Karte)                                                                              | um 1865 (Villa)                                                                                             | Bau mit hervorgehobenem Mittelrisalit, charakteristisches Anwesen der Semper-Nicolai-Schule, einer Dresdner Spielart der Neorenaissance, baugeschichtlich bedeutend und als Teil des Wohnquartiers Preußisches Viertel stadtentwicklungsgeschichtlich von Belang | 09215006 |
|                                         | Cichorien- und Runkelrüben-Kaffee-Fabrik (ehem.)                                               | Forststraße 7; 7a; 7b; 7c (Karte)                                                                  | 1. Hälfte 19. Jh. (Fabrikgebäude)                                                                           | Zwei Gebäude und Mauerrest unmittelbar an der Straße; als Reste einer ehemals lokal bedeutsamen Firma ortsgeschichtlich bedeutend | 09215497 |
| Direkt Bild zu diesem Denkmal hochladen | Mietvilla                                                                                      | Forststraße 15b (Karte)                                                                            | um 1880, im Kern wohl älter (Mietvilla)                                                                     | historistischer Bau seiner Zeit, als Teil des Wohnquartiers Preußisches Viertel stadtentwicklungsgeschichtlich von Belang | 09215493 |
| Direkt Bild zu diesem Denkmal hochladen | Villa mit Nebengebäude, Garten und Einfriedung                                                 | Forststraße 17 (Karte)                                                                             | um 1870 (Villa)                                                                                             | Bau mit gestalterisch hervorgehobenen Mittelrisaliten, straßenseitig und rückseitig, charakteristisches Anwesen der Semper-Nicolai-Schule, einer Dresdner Spielart der Neorenaissance, ästhetisch anspruchsvoll, im Dachbereich neuen Wohnanforderungen angepasst, baugeschichtlich bedeutend sowie als Teil des Wohnquartiers Preußisches Viertel stadtentwicklungsgeschichtlich von Belang | 09215492 |
|                                         | Villa mit Einfriedung                                                                          | Forststraße 18 (Karte)                                                                             | 1864 (Villa)                                                                                                | repräsentatives, historisierendes Gebäude, hervorgehoben durch Ecktürme, mit Putz-Sandstein-Fassade und vor allem der Renaissance entlehnter Gliederung und Ornamentik, gestalterisch anspruchsvoll, baugeschichtlich und künstlerisch bedeutend sowie mit Seltenheitswert (in dieser Form wohl nur vergleichbar mit dem Kleinzschachwitzer Ufer 70, könnte der gleiche Architekt sein) außerdem als Teil des Wohnquartiers Preußisches Viertel stadtentwicklungsgeschichtlich von Belang. | 09215007 |
|                                         | Villa mit Garten und Einfriedung                                                               | Forststraße 25 (Karte)                                                                             | um 1862 (Villa)                                                                                             | markanter Bau mit gestalterisch hervorgehobenem Mittelrisalit, davor Veranda mit Austritt im Oberstock, charakteristisches Anwesen der Semper-Nicolai-Schule, einer Dresdner Spielart der Neorenaissance, baugeschichtlich bedeutend sowie als Teil des Wohnquartiers Preußisches Viertel stadtentwicklungsgeschichtlich von Belang | 09215495 |
|                                         | Wohnhaus mit Garten und Einfriedung                                                            | Forststraße 27 (Karte)                                                                             | um 1862 (Villa)                                                                                             | im Stil eines Landhauses mit Anklängen an den Schweizerstil, eingeschossig, wohl eines der ersten Bauten der Umgebung, baugeschichtlich bedeutend sowie als Teil des Wohnquartiers Preußisches Viertel stadtentwicklungsgeschichtlich von Belang | 09215496 |
|                                         | Villa                                                                                          | Forststraße 39 (Karte)                                                                             | um 1862 (Villa)                                                                                             | erbaut im Tudorstil, baugeschichtlich bedeutend sowie als Teil des Wohnquartiers Preußisches Viertel stadtentwicklungsgeschichtlich von Belang | 09215494 |
|                                         | Mietvilla                                                                                      | Hohnsteiner Straße 7 (Karte)                                                                       | um 1875 (Mietvilla)                                                                                         | im Treppenhaus Reste der originalen Ausmalung als Dekorationsmalerei, typischer historistischer und zugleich anspruchsvoll gestalteter Wohnbau des ausgehenden 19. Jahrhunderts, dominiert von übergiebeltem Mittelrisalit mit Vorbau, baugeschichtlich bedeutend | 09215498 |
|                                         | Mietvilla mit Einfriedung                                                                      | Jägerstraße 1 (Karte)                                                                              | 1889–1890 (Mietvilla)                                                                                       | markantes historisierendes Wohngebäude, belebt von offenem, filigranem Vorbau und nobler Fassadengliederung, baugeschichtlich bedeutend, zudem als Teil des Preußischen Viertels stadtentwicklungsgeschichtlich von Belang | 09215021 |
|                                         | Mietvilla mit Einfriedung                                                                      | Jägerstraße 2 (Karte)                                                                              | 1874-1875 (Mietvilla)                                                                                       | markanter Bau mit gestalterisch hervorgehobenem Mittelrisalit, charakteristisches Anwesen der Semper-Nicolai-Schule, einer Dresdner Spielart der Neorenaissance, ästhetisch anspruchsvoll, baugeschichtlich und künstlerisch bedeutend sowie als Teil des Wohnquartiers Preußisches Viertel stadtentwicklungsgeschichtlich von Belang | 09215010 |
|                                         | Doppelvilla mit Einfriedung (Arndtstraße 1 und Jägerstraße 4)                                  | Jägerstraße 4 (Karte)                                                                              | um 1875 (Villa)                                                                                             | markanter historisierender Bau mit sandsteinverblendeten Fassaden, horizontale Gliederung, Eckbetonungen, Anbauten, belebt von unterschiedlichen Zierelementen, zeittypisch, baugeschichtlich bedeutend, im Zusammenhang mit Preußischem Viertel, auch Radeberger Vorstadt genannt, stadtbaugeschichtlich von Belang | 09215012 |
|                                         | Villa mit Einfriedung                                                                          | Jägerstraße 5 (Karte)                                                                              | 1876–1877 (Villa)                                                                                           | Bau mit gestalterisch hervorgehobenem Mittelrisalit einschließlich Säulenvorbau, im weiteren Sinne Anwesen der Semper-Nicolai-Schule, einer Dresdner Spielart der Neorenaissance, baugeschichtlich bedeutend sowie als Teil des Wohnquartiers Preußisches Viertel stadtentwicklungsgeschichtlich von Belang | 09215013 |
|                                         | Mietvilla mit Einfriedung                                                                      | Jägerstraße 6 (Karte)                                                                              | 1880/1898 (Villa)                                                                                           | markanter Bau mit gestalterisch hervorgehobenem Mittelrisalit, im weiteren Sinne charakteristisches Anwesen der Semper-Nicolai-Schule, einer Dresdner Spielart der Neorenaissance, ästhetisch anspruchsvoll, baugeschichtlich und künstlerisch bedeutend sowie als Teil des Wohnquartiers Preußisches Viertel stadtentwicklungsgeschichtlich von Belang | 09215014 |
|                                         | Mietvilla mit Einfriedung, in Ecklage                                                          | Jägerstraße 7 (Karte)                                                                              | 1870, lt. Adressbuch (Mietvilla)                                                                            | markanter historistischer Wohnbau seiner Zeit, noble Gestaltung, baugeschichtlich bedeutend sowie als Teil des Wohnquartiers Preußisches Viertel stadtentwicklungsgeschichtlich von Belang | 09215008 |
|                                         | Mietshaus in offener Bebauung                                                                  | Jägerstraße 8 (Karte)                                                                              | 1896, lt. Adressbuch (Mietshaus)                                                                            | repräsentativer historistischer Sandstein-Klinker-Bau aus dem späten 19. Jahrhundert, baugeschichtlich bedeutend sowie als Teil des Wohnquartiers Preußisches Viertel stadtentwicklungsgeschichtlich von Belang | 09215015 |
|                                         | Mietvilla                                                                                      | Jägerstraße 10a (Karte)                                                                            | 1872–1873 (Mietvilla)                                                                                       | vor allem klassizistisch geprägte, bemerkenswerte Fassadengestaltung, gestalterisch hervorgehoben der Mittelrisalit mit Dreiecksgiebel und Nischenfigur, baugeschichtlich und künstlerisch bedeutend sowie als Teil des Wohnquartiers Preußisches Viertel stadtentwicklungsgeschichtlich von Belang | 09215016 |
|                                         | Villa                                                                                          | Jägerstraße 11 (Karte)                                                                             | 1902–1903 (Villa)                                                                                           | noch historistisches Wohngebäude mit beachtlichen Teilen der ursprünglichen Ausstattung, baugeschichtlich bedeutend sowie als sowie als Teil des Wohnquartiers Preußisches Viertel stadtentwicklungsgeschichtlich von Belang | 09218843 |
|                                         | Villa mit Garten und Einfriedung                                                               | Jägerstraße 12 (Karte)                                                                             | 1866–1867 (Villa)                                                                                           | markanter historisierender Bau des ausgehenden 19. Jahrhunderts mit Anklängen an den Schweizerhausstil, trotz Veränderungen immer noch beeindruckende Hallendiele mit wandfester Ausstattung, baugeschichtlich bedeutend sowie als Teil des Wohnquartiers Preußisches Viertel stadtentwicklungsgeschichtlich von Belang | 09215017 |
|                                         | Mietvilla mit Einfriedung                                                                      | Jägerstraße 13 (Karte)                                                                             | 1879–1880 und um 1895 (Mietvilla)                                                                           | markantes historisierendes Wohngebäude im Preußischen Viertel, wesentliche Teile älterer Ausstattung im ersten Obergeschoss und im Treppenhaus, vor allem wegen des Interieurs baugeschichtlich und kunsthistorisch bedeutend, zudem als Teil des Preußischen Viertels stadtentwicklungsgeschichtlich von Belang | 09210378 |
|                                         | Villa Bella Vista                                                                              | Jägerstraße 14 (Karte)                                                                             | 1873, lt. Adressbuch (Villa)                                                                                | Villa mit Gartengrundstück und Einfriedung; für seine Zeit charakteristischer historisierender Wohnbau des ausgehenden 19. Jahrhunderts, auffällige Gartengestaltung, als Teil des Preußischen Viertels zudem stadtentwicklungsgeschichtlich von Belang | 09215018 |
|                                         | Wohnhaus und Einfriedung in offener Bebauung                                                   | Jägerstraße 15 (Karte)                                                                             | um 1935 (Wohnhaus)                                                                                          | Rechteckbau mit Walmdach dazu kleine Pergola, typischer traditioneller Bau um 1930, baugeschichtlich bedeutend, sowie als Teil des Preußischen Viertels stadtentwicklungsgeschichtlich von Belang | 09215022 |
|                                         | Mietvilla mit Einfriedung                                                                      | Jägerstraße 18 (Karte)                                                                             | bezeichnet 1904 (Wetterfahne)                                                                               | neobarocker Wohnbau um 1900, dominiert von hohem Schweifgiebel und Turmbauten, weitere Belebung durch Erker sowie verschiedene Schmuck- und Gliederungselemente, im Inneren noch Teile der alten Ausstattung, weitgehend ursprünglich erhalten, baugeschichtlich bedeutend, sowie als Teil des Preußischen Viertels stadtentwicklungsgeschichtlich von Belang | 09218844 |
|                                         | Mietvilla                                                                                      | Jägerstraße 21 (Karte)                                                                             | 1896, lt. Adressbuch (Mietvilla)                                                                            | markanter historistischer Wohnbau seiner Zeit, mit Schweifgiebel, Eckturm und einem Schmuckelement, wie den Vorhangbogenfenstern, in Anlehnung an die Deutsche Renaissance gestaltet, baugeschichtlich bedeutend, sowie als Teil des Preußischen Viertels stadtentwicklungsgeschichtlich von Belang | 09215009 |
|                                         | Villa mit (Hintergebäude, Garage?) und Toreinfahrt                                             | Jägerstraße 24 (Karte)                                                                             | 1890, lt. Adressbuch (Villa)                                                                                | repräsentativer historistischer Wohnbau seiner Zeit mit markanter Klinkerfassade und diversen Schmuckelementen, auffällig der seitliche Turmanbau mit eigenwilligem Abschluss, baugeschichtlich bedeutend, sowie als Teil des Preußischen Viertels stadtentwicklungsgeschichtlich von Belang | 09215019 |
|                                         | Villa mit Einfriedung                                                                          | Jägerstraße 26 (Karte)                                                                             | 1891 (Villa)                                                                                                | repräsentativer historistischer Wohnbau seiner Zeit mit markanter Klinker-Sandstein-Fassade und diversen Schmuckelementen, auffällig der seitliche Turmanbau, baugeschichtlich bedeutend, sowie als Teil des Preußischen Viertels stadtentwicklungsgeschichtlich von Belang | 09215020 |
|                                         | Mietshaus in Ecklage und offener Bebauung                                                      | Jägerstraße 28 (Karte)                                                                             | um 1900 (Mietshaus)                                                                                         | typischer historistischer Eckbau seiner Zeit, baugeschichtlich von Belang, an exponierter Stelle, als Teil des Preußischen Viertels stadtentwicklungsgeschichtlich von Belang | 09215507 |
|                                         | Mietshaus in offener Bebauung                                                                  | Jägerstraße 33 (Karte)                                                                             | um 1910 (Mietshaus)                                                                                         | Wohnbau des Reformstils mit markanter Kubatur, insbesondere hohem Dach, und wenigen akzentuierenden Gliederungs- und Schmuckelementen, baugeschichtlich bedeutend | 09215508 |
|                                         | Mietshaus in offener Bebauung                                                                  | Jägerstraße 40 (Karte)                                                                             | um 1910 (Mietshaus)                                                                                         | Wohnbau des Reformstils mit markanter Kubatur, insbesondere hohem Dach, und wenigen akzentuierenden Gliederungs- und Schmuckelementen, baugeschichtlich bedeutend | 09215509 |
|                                         | Wohnhauszeile (Klarastr. 2–8 und Bautzner Straße 171)                                          | Klarastraße 2; 4; 6; 8 (Karte)                                                                     | 1903–1904 (Wohnhaus)                                                                                        | als Gruppenhaus oder Reihenhaus für höhere Ansprüche ausgeführt, ein für Dresden seltenes Beispiel für eine geschlossene Einfamilien-Landhausbebauung nach englischem Muster, zudem mit seiner für die Zeit zurückhaltenden Gestaltung typisch für die Reformarchitektur nach 1900, vor allem baugeschichtlich bedeutend | 09214676 |
|                                         | Wohnhaus mit Einfriedung                                                                       | Klarastraße 5 (Karte)                                                                              | um 1935 (Wohnhaus)                                                                                          | charakteristischer, mit Walmdach und Klappläden traditionell gestalteter Bau um 1935, auffällig die Eckbetonungen und der verzierte Eingang, baugeschichtlich bedeutend | 09215338 |
|                                         | Wohnhaus mit Einfriedung                                                                       | Klarastraße 11 (Karte)                                                                             | 1935 (Wohnhaus)                                                                                             | charakteristischer, mit Walmdach traditionell gestalteter Bau um 1935, auffällig die Betonung des Treppenhauses und der Mittelachse zur Straße, baugeschichtlich bedeutend | 09215340 |
|                                         | Wohnhauszeile                                                                                  | Klarastraße 12; 14; 16 (Karte)                                                                     | 1903–1904 (Wohnhaus)                                                                                        | Wohnhauszeile (die angrenzenden Häuser Klarastraße 10 und 18 sind keine Kulturdenkmale); als Gruppenhaus oder Reihenhaus für höhere Ansprüche ausgeführt, ein für Dresden seltenes Beispiel für eine geschlossene Einfamilien-Landhausbebauung nach englischem Muster, zudem mit seiner für die Zeit zurückhaltenden Gestaltung typisch für die Reformarchitektur nach 1900, vor allem baugeschichtlich bedeutend | 09214677 |
|                                         | Villa mit Garage und Einfriedung                                                               | Klarastraße 15 (Karte)                                                                             | 1935–1936 (Villa)                                                                                           | charakteristisches Wohngebäude der 1920er/1930er Jahre mit traditionellen Bauelementen, wie Walmdach und Klappläden, sowie Motiven der klassischen Moderne, wie strengen, miteinander verbundenen Baukuben, darüber hinaus Werk des lokal bedeutsamen Architekturbüros Schilling & Graebner, im Inneren Teile der Ausstattung aus der Entstehungszeit erhalten, vor allem baugeschichtlich bedeutend | 09215341 |
| Weitere Bilder                          | Körnerfries; Theodor-Körner-Gedenkstätte                                                       | Körnerweg (Karte)                                                                                  | 1936 (Denkmal)                                                                                              | Denkmal-Ensemble; aus drei aneinandergesetzten Steintafeln mit figürlicher Darstellung im Hochrelief, dazu Inschrifttafeln, Darstellung zeigt Kampfszene mit Theodor Körner (1791–1813) als Lützower Jäger im Ansturm auf Gadebusch am 26. August 1813, Anlage entstand im Rahmen der Gestaltung des Königsufers, Denkmalensemble personengeschichtlich und im Zusammenhang mit Königsufer stadtentwicklungsgeschichtlich bedeutsam (siehe auch Königsufer). | 09218995 |
|                                         | Villa mit Einfriedung                                                                          | Löbauer Straße 7 (Karte)                                                                           | um 1880 (Villa)                                                                                             | wegen ihrer aussagekräftigen Ausstattung aus den 1930er Jahren baugeschichtlich bedeutend, sowie als Teil des Preußischen Viertels stadtentwicklungsgeschichtlich von Belang Denkmaltext Das ursprünglich aus der 2. Hälfte des 19. Jahrhunderts stammende Gebäude Löbauer Straße 7 in Dresden, OT Radeberger Vorstadt gehört mit seiner zum Teil stark veränderten Fassadengestaltung zu den architektonisch unbedeutenderen Bauwerken des Preußischen Viertels. Andererseits hat sich im Inneren eine weitgehend vollständige Ausstattung aus den 1930er Jahren erhalten, die in exemplarischer und bedeutsamer Weise eine Facette des damaligen Zeitgeschmackes (in etwa vergleichbar mit der Villa Liebigstraße 28) dokumentiert. Sie stammt von einem Umbau aus dem Jahre 1935 oder 1936. Auf Grund der hohen Aussagekraft des historischen Interieurs ist das hier zu beurteilende Objekt ein Kulturdenkmal (LfD/2017). | 09218853 |
|                                         | Villa mit Remisengebäude und Einfriedung                                                       | Löbauer Straße 9 (Karte)                                                                           | 2. Hälfte 19. Jh. (Villa), um 1890 oder etwas früher (Remisengebäude)                                       | markantes historisierendes, in Anlehnung an die Italienische Renaissance gestaltetes Wohngebäude des ausgehenden 19. Jahrhunderts mit Ecklisenen feiner Putzgliederung und Attika, baugeschichtlich bedeutend, zudem als Teil des Preußischen Viertels stadtentwicklungsgeschichtlich von Belang, das Remisengebäude als zeitweiliges Atelier von A. R. Penck (1939–2017) mit kunsthistorischem und personengeschichtlichem Wert. | 09218852 |
|                                         | Villa mit Einfriedung                                                                          | Löbauer Straße 15 (Karte)                                                                          | 1882–1883 (Villa)                                                                                           | vergleichsweise bescheidener, aber dennoch gestalterisch anspruchsvoller Wohnbau des Historismus, Mittelrisalit mit klassizistischen Elementen, wie Dreiecksgiebel und korinthischen Kapitellen an den Ecklisenen, baugeschichtlich bedeutend sowie als Teil des Preußischen Viertels stadtentwicklungsgeschichtlich von Belang | 09215149 |
|                                         | Mietvilla mit Einfriedung                                                                      | Löbauer Straße 16 (Karte)                                                                          | 1880 (Mietvilla)                                                                                            | vergleichsweise bescheidener, aber dennoch anspruchsvoller Wohnbau des Historismus, Seitenrisalit mit Gestaltungselementen, wie Dreiecksgiebel und Pilastern, baugeschichtlich bedeutend sowie als Teil des Preußischen Viertels stadtentwicklungsgeschichtlich von Belang | 09218854 |
|                                         | Mietvilla mit Einfriedung                                                                      | Löbauer Straße 26 (Karte)                                                                          | um 1870 (Mietvilla)                                                                                         | markanter Bau mit gestalterisch hervorgehobenem Mittelrisalit, charakteristisches Anwesen seiner Zeit, Beispiel der Semper-Nicolai-Schule, einer Dresdner Spielart der Neorenaissance, baugeschichtlich bedeutend sowie als Teil des Wohnquartiers Preußisches Viertel stadtentwicklungsgeschichtlich von Belang | 09215512 |
|                                         | Villa mit Einfriedung                                                                          | Louis-Braille-Straße 1 (Karte)                                                                     | bezeichnet 1873 (Villa)                                                                                     | markanter Bau mit gestalterisch hervorgehobenem Mittelrisalit, charakteristisches Anwesen seiner Zeit, Beispiel der Semper-Nicolai-Schule, einer Dresdner Spielart der Neorenaissance, baugeschichtlich bedeutend sowie als Teil des Wohnquartiers Preußisches Viertel stadtentwicklungsgeschichtlich von Belang | 09215552 |
|                                         | Mietvilla                                                                                      | Louis-Braille-Straße 5 (Karte)                                                                     | um 1900 (Mietvilla)                                                                                         | mit geschwungenem Giebel über dem Mittelrisalit und diversen akzentuierenden Schmuck- und Gliederungselementen markanter historisierender Wohnbau seiner Zeit, beim Schmuck überwiegen neobarocke Formen, baugeschichtlich bedeutend sowie als Teil des Wohnquartiers Preußisches Viertel stadtentwicklungsgeschichtlich von Belang | 09214770 |
|                                         | Mietvilla mit Einfriedung                                                                      | Louis-Braille-Straße 6 (Karte)                                                                     | um 1890 (Mietvilla)                                                                                         | Stilvilla mit Klinker-Sandstein-Fassade, dominiert von übergiebeltem Mittelrisalit, anschaulich als historistische Architektur des ausgehenden 19. Jahrhunderts, baugeschichtlich bedeutend sowie als Teil des Wohnquartiers Preußisches Viertel stadtentwicklungsgeschichtlich von Belang | 09214769 |
|                                         | Doppelvilla mit Hintergebäude und Einfriedung                                                  | Louis-Braille-Straße 8 (Karte)                                                                     | 1898–1899 (Villa), 1898–1899 (Hinterhaus)                                                                   | Doppelvilla mit Hintergebäude und Einfriedung (Arndtstraße 9 und Louis-Braille-Straße 8); historisierend gestaltetes Gebäude, belebt von Schmuck- und Gliederungselementen, zeitweilig Elternhaus des Schriftstellers Ludwig Renn, baugeschichtlich und personengeschichtlich bedeutend, im Zusammenhang mit Preußischem Viertel, auch Radeberger Vorstadt genannt, stadtbaugeschichtlich von Belang. | 09214394 |
|                                         | Doppelmietvilla mit Hintergebäude(n) in Ecklage und Einfriedung                                | Louis-Braille-Straße 10 (Karte)                                                                    | bezeichnet 1899 (Doppelmietvilla)                                                                           | Doppelmietvilla mit Hintergebäude(n) in Ecklage und Einfriedung (Louis-Braille-Straße 10 und Radeberger Straße 34); aufwendige Stilvilla mit Klinker-Sandstein-Fassade, dominiert von Erker und Turmaufbau sowie übergiebeltem Risalit an den Ecken, anschaulich als Architektur des ausgehenden 19. Jahrhunderts, wird noch gesteigert durch Umfeld mit vergleichbaren Gebäuden, Anwesen baugeschichtlich und künstlerisch bedeutend sowie als Teil des Wohnquartiers Preußisches Viertel stadtentwicklungsgeschichtlich von Belang | 09215542 |
|                                         | Hammerhaus                                                                                     | Marienallee 4 (Karte)                                                                              | 1872 (Wohnhaus)                                                                                             | Wohnhaus mit Einfriedung in offener Bebauung; Wohnstätte des Heidemalers Guido Hammer (1821–1898), schlichter Bau seiner Zeit, auffällig das Mansarddach und die Gaupen, vor allem personengeschichtlich bedeutend. | 09215099 |
|                                         | Villa                                                                                          | Nordstraße 6 (Karte)                                                                               | 1871–1872 (Villa)                                                                                           | Villa, errichtet für August Friedrich Timaeus (1794–1875), mehrere Jahrzehnte Wohnsitz der Familie Timaeus, zeitweilig Mitinhaber der bedeutenden Schokoladenfabrik Jordan & Timaeus, markanter historistischer Bau um 1870, Treppenhaus mit Baumschmuck akzentuiert, personengeschichtlich und baugeschichtlich bedeutend, sowie als Teil des Wohnquartiers Preußisches Viertel stadtentwicklungsgeschichtlich von Belang. | 09218862 |
|                                         | Mietvilla mit Einfriedung                                                                      | Nordstraße 8 (Karte)                                                                               | 1893–1894 (Mietvilla)                                                                                       | historisierender Bau, Beispiel der in der zweiten Hälfte des 19. Jahrhunderts in Dresden vorherrschenden Semper-Nicolai-Schule mit erhöhtem Mittelteil, bemerkenswert die weitgehend authentisch erhaltene, anspruchsvoll gestaltete Fassade, baugeschichtlich und künstlerisch bedeutend, sowie als Teil des Wohnquartiers Preußisches Viertel stadtentwicklungsgeschichtlich von Belang | 09215517 |
|                                         | Villa                                                                                          | Nordstraße 12 (Karte)                                                                              | um 1870 (Villa)                                                                                             | Villa, eines der ältesten Wohngebäude der Umgebung, historistische Fassade vereinfacht, als Teil des Wohnquartiers Preußisches Viertel stadtentwicklungsgeschichtlich von Belang | 09218884 |
|                                         | Mietshaus mit Nebengebäude und Einfriedung in Ecklage und offener Bebauung                     | Nordstraße 13 (Karte)                                                                              | um 1880 (Mietshaus)                                                                                         | äußerst aufwendig gestaltetes historisierendes, geradezu exemplarisches Anwesen aus dem Ende des 19. Jahrhunderts, dabei weitestgehend authentisch erhalten, mit der flächig erhaltenen Putzquaderung und den gliedernden und schmückenden Details vor allem dem Stil der Italienischen Renaissance nachempfunden, baugeschichtlich bedeutend, wegen der das ästhetische Empfinden in besonderem Maße ansprechenden Fassaden auch künstlerisch von Belang | 09215518 |
|                                         | Villa                                                                                          | Nordstraße 24 (Karte)                                                                              | um 1865 (Villa)                                                                                             | eines der ältesten Wohngebäude der Umgebung, historistische Fassade vereinfacht, als Teil des Wohnquartiers Preußisches Viertel stadtentwicklungsgeschichtlich von Belang | 09218863 |
|                                         | Straßenseitiges Mietshaus und Hintergebäude in offener Bebauung                                | Nordstraße 26; 26a (Karte)                                                                         | um 1900 (Mietshaus), 1860er Jahre (Hinterhaus)                                                              | Vordergebäude historisierend, versachlicht, Hintergebäude in den Formen der Neogotik, beide baugeschichtlich bedeutend, sowie als Teil des Wohnquartiers Preußisches Viertel stadtentwicklungsgeschichtlich von Belang | 09215519 |
|                                         | Mietshaus in Ecklage und offener Bebauung                                                      | Nordstraße 27 (Karte)                                                                              | um 1890 (Mietshaus)                                                                                         | trotz einiger Veränderungen markanter historistischer Bau seiner Zeit, baugeschichtlich bedeutend, sowie Teil des Wohnquartiers Preußisches Viertel stadtentwicklungsgeschichtlich von Belang | 09215520 |
| Weitere Bilder                          | Kraszewski-Museum; Kraszewski-Haus                                                             | Nordstraße 28 (Karte)                                                                              | um 1860 (1863 erstmals im Stadtplan), 1878 (Nebengebäude)                                                   | Landhaus mit Gartengrundstück und rückwärtigem Wirtschaftsgebäude; Wohnhaus des polnischen Schriftstellers Józef Ignacy Kraszewski (1812–1887), daran erinnert eine Gedenktafel am Haus (seit 1960 Museum), personengeschichtlich bedeutend, als markantes Beispiel des Schweizerhausstils mit weiten Dachüberständen und Laubsägearbeiten auch baugeschichtlich und künstlerisch bedeutend. | 09215527 |
|                                         | Moden-Akademie; Schnittmustermanufaktur (ehem.)                                                | Nordstraße 29; 31 (Karte)                                                                          | um 1865 (kleineres Gebäude), Ende 1880er Jahre (größeres Gebäude)                                           | Zwei Gewerbegebäude aus verschiedenen Bauepochen; als einstige Manufaktur industriegeschichtlich und ortsgeschichtlich bedeutend (siehe auch Prießnitzstraße 62) | 09215521 |
|                                         | Mietshaus in Ecklage und offener Bebauung                                                      | Nordstraße 30 (Karte)                                                                              | um 1895 (Mietshaus)                                                                                         | in exponierter städtebaulicher Lage, als markanter historistischer Bau seiner Zeit baugeschichtlich bedeutend | 09215522 |
|                                         | Wohnhaus und seitliches Portal in offener Bebauung                                             | Nordstraße 32 (Karte)                                                                              | 2. Hälfte 19. Jh. (Wohnhaus)                                                                                | das Wohnhaus mit villenähnlichem Charakter, charakteristische Wohnbau seiner Zeit, baugeschichtlich von Belang | 09215523 |
|                                         | Mietshaus in offener Bebauung                                                                  | Nordstraße 34 (Karte)                                                                              | um 1880 (Mietshaus)                                                                                         | charakteristische Wohnbau seiner Zeit, baugeschichtlich von Belang | 09215525 |
|                                         | Mietvilla mit Zugang über Brücke und Einfriedung                                               | Prießnitzstraße 62 (Karte)                                                                         | um 1880 (Mietvilla)                                                                                         | vom Umbau um 1910 geprägt, mit hohem markantem Dach und sachlich gestaltetem Fachwerkgiebel Beispiel der Reformarchitektur jener Zeit, baugeschichtlich bedeutend, zeitweilig Fabrik- oder Verwaltungsgebäude, als einstige Manufaktur auch industriegeschichtlich und ortsgeschichtlich wertvoll (siehe auch Nordstraße 29/31) | 09215143 |
|                                         | Mietshaus in offener Bebauung                                                                  | Prießnitzstraße 69 (Karte)                                                                         | um 1910 (Mietshaus)                                                                                         | Wohnbau des Reformstils mit markanter Kubatur und wenigen akzentuierenden Gliederungs- und Schmuckelementen, auffällig der hohe straßenseitige Giebel, der auf einem Erker ruht, sachliche Fachwerk erinnert an englischen Landhausstil, baugeschichtlich bedeutend | 09215147 |
|                                         | Mietshaus in Ecklage und offener Bebauung                                                      | Prießnitzstraße 71 (Karte)                                                                         | um 1910 (Mietshaus)                                                                                         | Wohnbau des Reformstils mit markanter Kubatur und wenigen akzentuierenden Gliederungs- und Schmuckelementen, auffällig der Erker an der Ecke und das hohe Dach, baugeschichtlich bedeutend | 09215148 |
|                                         | Mietvilla mit Einfriedung                                                                      | Radeberger Straße 11 (Karte)                                                                       | 1862 (Mietvilla)                                                                                            | markanter Bau mit gestalterisch hervorgehobenem Mittelrisalit, charakteristisches Anwesen der Semper-Nicolai-Schule, einer Dresdner Spielart der Neorenaissance, ästhetisch anspruchsvoll, baugeschichtlich und künstlerisch bedeutend sowie als Teil des Wohnquartiers Preußisches Viertel stadtentwicklungsgeschichtlich von Belang | 09215529 |
|                                         | Haus Elisabeth                                                                                 | Radeberger Straße 12 (Karte)                                                                       | 1902–1903 (Fabrikantenvilla)                                                                                | Villa mit Einfriedung; Beispiel für die versachlichte Architektur nach 1900 mit stilisierten barocken und klassizistischen Elementen (Turmhaube, Ionische Säulen), dabei repräsentativ und gestalterisch anspruchsvoll, baugeschichtlich und künstlerisch bedeutend sowie als Teil des Wohnquartiers Preußisches Viertel stadtentwicklungsgeschichtlich von Belang | 09215530 |
|                                         | Mietvilla                                                                                      | Radeberger Straße 13 (Karte)                                                                       | 1863 (Mietvilla)                                                                                            | markanter Bau mit gestalterisch hervorgehobenem Mittelrisalit, charakteristisches Anwesen der Semper-Nicolai-Schule, einer Dresdner Spielart der Neorenaissance, ästhetisch anspruchsvoll, baugeschichtlich und künstlerisch bedeutend sowie als Teil des Wohnquartiers Preußisches Viertel stadtentwicklungsgeschichtlich von Belang | 09215531 |
| Weitere Bilder                          | Mietvilla und Einfriedung                                                                      | Radeberger Straße 15 (Karte)                                                                       | um 1880 (Mietvilla)                                                                                         | markanter Bau mit gestalterisch hervorgehobenem Mittelrisalit, charakteristisches Anwesen der Semper-Nicolai-Schule, einer Dresdner Spielart der Neorenaissance, baugeschichtlich bedeutend sowie als Teil des Wohnquartiers Preußisches Viertel stadtentwicklungsgeschichtlich von Belang | 09218868 |
|                                         | Mietvilla und Einfriedung                                                                      | Radeberger Straße 17 (Karte)                                                                       | um 1880 (Mietvilla)                                                                                         | markanter Bau mit gestalterisch hervorgehobenem Mittelrisalit, charakteristisches Anwesen der Semper-Nicolai-Schule, einer Dresdner Spielart der Neorenaissance, ästhetisch anspruchsvoll, baugeschichtlich und künstlerisch bedeutend sowie als Teil des Wohnquartiers Preußisches Viertel stadtentwicklungsgeschichtlich von Belang | 09218870 |
|                                         | Mietvilla mit Einfriedung                                                                      | Radeberger Straße 21 (Karte)                                                                       | 1862 (Mietvilla)                                                                                            | typischer historisierender Wohnbau der zweiten Hälfte des 19. Jahrhunderts, baugeschichtlich bedeutend sowie als Teil des Wohnquartiers Preußisches Viertel stadtentwicklungsgeschichtlich von Belang | 09215532 |
|                                         | Villa mit Einfriedung                                                                          | Radeberger Straße 23 (Karte)                                                                       | 1872 (Mietvilla)                                                                                            | markanter Bau mit gestalterisch hervorgehobenem Mittelrisalit, charakteristisches Anwesen der Semper-Nicolai-Schule, einer Dresdner Spielart der Neorenaissance, ästhetisch anspruchsvoll, baugeschichtlich und künstlerisch bedeutend sowie als Teil des Wohnquartiers Preußisches Viertel stadtentwicklungsgeschichtlich von Belang | 09215533 |
|                                         | Doppelmietvilla                                                                                | Radeberger Straße 24; 26 (Karte)                                                                   | bezeichnet 1895 (Mietvilla)                                                                                 | Stilvilla mit Klinker-Sandstein-Fassade, dominiert von übergiebelten Risaliten, lehnt sich an Deutschen Renaissance an, anschaulich als historistische Architektur des ausgehenden 19. Jahrhunderts, wird noch gesteigert durch Umfeld mit vergleichbaren Gebäuden, baugeschichtlich bedeutend sowie als Teil des Wohnquartiers Preußisches Viertel stadtentwicklungsgeschichtlich von Belang | 09215534 |
| Weitere Bilder                          | Mietvilla mit Hintergebäude und Einfriedung                                                    | Radeberger Straße 25 (Karte)                                                                       | 1871 (Mietvilla)                                                                                            | markanter Bau mit gestalterisch hervorgehobenem Mittelrisalit, charakteristisches Anwesen der Semper-Nicolai-Schule, einer Dresdner Spielart der Neorenaissance, ästhetisch anspruchsvoll, baugeschichtlich und künstlerisch bedeutend sowie als Teil des Wohnquartiers Preußisches Viertel stadtentwicklungsgeschichtlich von Belang | 09215535 |
|                                         | Doppelmietvilla mit Einfriedung                                                                | Radeberger Straße 28; 30 (Karte)                                                                   | um 1895 (Mietvilla)                                                                                         | heute Medizinische Fachschule, Stilvilla mit Klinker-Sandstein-Fassade, dominiert von übergiebelten Risaliten, lehnt sich an Deutschen Renaissance an, anschaulich als historistische Architektur des ausgehenden 19. Jahrhunderts, wird noch gesteigert durch Umfeld mit vergleichbaren Gebäuden, baugeschichtlich bedeutend sowie als Teil des Wohnquartiers Preußisches Viertel stadtentwicklungsgeschichtlich von Belang | 09215536 |
|                                         | Mietvilla mit Einfriedung                                                                      | Radeberger Straße 29 (Karte)                                                                       | um 1865 oder um 1870 (Mietvilla)                                                                            | schlichtes, aber markantes historistisches Eckhaus seiner Zeit, baugeschichtlich von Belang, als Teil des Wohnquartiers Preußisches Viertel stadtentwicklungsgeschichtlich bedeutend | 09215537 |
|                                         | Mietvilla mit Einfriedung in Ecklage                                                           | Radeberger Straße 31 (Karte)                                                                       | um 1870 oder 1872 (Mietvilla)                                                                               | markanter Bau mit gestalterisch hervorgehobenem Mittelrisalit, charakteristisches Anwesen der Semper-Nicolai-Schule, einer Dresdner Spielart der Neorenaissance, baugeschichtlich sowie als Teil des Wohnquartiers Preußisches Viertel stadtentwicklungsgeschichtlich von Belang | 09215538 |
|                                         | Mietvilla mit Einfriedung                                                                      | Radeberger Straße 32 (Karte)                                                                       | um 1895 (Mietvilla)                                                                                         | Stilvilla mit Klinker-Sandstein-Fassade, dominiert von Risalit und Treppenhausanbau, anschaulich als historistische Architektur des ausgehenden 19. Jahrhunderts, wird noch gesteigert durch Umfeld mit vergleichbaren Gebäuden, baugeschichtlich bedeutend sowie als Teil des Wohnquartiers Preußisches Viertel stadtentwicklungsgeschichtlich von Belang | 09215539 |
|                                         | Mietvilla mit Einfriedung                                                                      | Radeberger Straße 33 (Karte)                                                                       | um 1865 (Villa)                                                                                             | markanter Bau mit gestalterisch hervorgehobenem Mittelrisalit, charakteristisches Anwesen der Semper-Nicolai-Schule, einer Dresdner Spielart der Neorenaissance, ästhetisch anspruchsvoll, baugeschichtlich und künstlerisch bedeutend sowie als Teil des Wohnquartiers Preußisches Viertel stadtentwicklungsgeschichtlich von Belang | 09215540 |
| Weitere Bilder                          | Doppelmietvilla mit Hintergebäude(n) in Ecklage und Einfriedung                                | Radeberger Straße 34 (Karte)                                                                       | bezeichnet 1899 (Doppelmietvilla)                                                                           | Doppelmietvilla mit Hintergebäude(n) in Ecklage und Einfriedung (Louis-Braille-Straße 10 und Radeberger Straße 34); aufwendige Stilvilla mit Klinker-Sandstein-Fassade, dominiert von Erker und Turmaufbau sowie übergiebeltem Risalit an den Ecken, anschaulich als Architektur des ausgehenden 19. Jahrhunderts, wird noch gesteigert durch Umfeld mit vergleichbaren Gebäuden, Anwesen baugeschichtlich und künstlerisch bedeutend sowie als Teil des Wohnquartiers Preußisches Viertel stadtentwicklungsgeschichtlich von Belang | 09215542 |
|                                         | Mietvilla mit Einfriedung                                                                      | Radeberger Straße 35 (Karte)                                                                       | 1862 (Mietvilla)                                                                                            | markanter Bau mit gestalterisch hervorgehobenem Mittelrisalit, charakteristisches Anwesen der Semper-Nicolai-Schule, einer Dresdner Spielart der Neorenaissance, ästhetisch anspruchsvoll, baugeschichtlich und künstlerisch bedeutend sowie als Teil des Wohnquartiers Preußisches Viertel stadtentwicklungsgeschichtlich von Belang | 09215543 |
|                                         | Mietvilla mit Einfriedung                                                                      | Radeberger Straße 37 (Karte)                                                                       | um 1865 (Mietvilla)                                                                                         | markanter Bau mit gestalterisch hervorgehobenem Mittelrisalit, charakteristisches Anwesen der Semper-Nicolai-Schule, einer Dresdner Spielart der Neorenaissance, außerdem mit klassizistischen Anklängen, ästhetisch anspruchsvoll, baugeschichtlich und künstlerisch bedeutend sowie als Teil des Wohnquartiers Preußisches Viertel stadtentwicklungsgeschichtlich von Belang | 09215544 |
|                                         | Villa mit Einfriedung                                                                          | Radeberger Straße 41 (Karte)                                                                       | 1893 (wohl lt. Adressbuch)                                                                                  | Stuckdekor in einer Wohnung, typischer historisierender Bau des ausgehenden 19. Jahrhunderts mit Klinker-Sandstein-Fassade und reichem Dekor, baugeschichtlich und künstlerisch bedeutend | 09215545 |
|                                         | Mietvilla mit Einfriedung                                                                      | Radeberger Straße 43 (Karte)                                                                       | um 1885 (Mietvilla)                                                                                         | markanter Bau mit gestalterisch hervorgehobenem Mittelrisalit, charakteristisches Anwesen der Semper-Nicolai-Schule, einer Dresdner Spielart der Neorenaissance, ästhetisch anspruchsvoll, baugeschichtlich und künstlerisch bedeutend sowie als Teil des Wohnquartiers Preußisches Viertel stadtentwicklungsgeschichtlich von Belang | 09215546 |
|                                         | Mietvilla                                                                                      | Radeberger Straße 45 (Karte)                                                                       | um 1865 (Mietvilla)                                                                                         | markanter Bau mit gestalterisch hervorgehobenem Mittelrisalit, charakteristisches Anwesen der Semper-Nicolai-Schule, einer Dresdner Spielart der Neorenaissance, baugeschichtlich bedeutend sowie als Teil des Wohnquartiers Preußisches Viertel stadtentwicklungsgeschichtlich von Belang | 09215547 |
|                                         | Mietshaus in geschlossener Bebauung                                                            | Radeberger Straße 46 (Karte)                                                                       | um 1890 (Mietshaus)                                                                                         | historistisches, spätgründerzeitliches Gebäude mit Putz-Werkstein-Fassade, belebt durch Fensterbedachungen, hervorgehobene Seitenachse, Teil eines geschlossenen Straßenzuges, baugeschichtlich und stadtentwicklungsgeschichtlich bedeutend, zudem in seiner exponierten Lage städtebaulich bedeutend | 09214566 |
|                                         | Mietshaus in geschlossener Bebauung                                                            | Radeberger Straße 48 (Karte)                                                                       | um 1890 (Mietshaus)                                                                                         | historistisches, spätgründerzeitliches Gebäude mit Putz-Werkstein-Fassade, belebt durch Fensterbedachungen, hervorgehobene Seitenachse, Teil eines geschlossenen Straßenzuges, baugeschichtlich und stadtentwicklungsgeschichtlich bedeutend, zudem in seiner exponierten Lage städtebaulich bedeutend | 09214567 |
|                                         | Mietvilla mit Einfriedung                                                                      | Radeberger Straße 49 (Karte)                                                                       | um 1870 (Villa)                                                                                             | markantes Beispiel einer Stilvilla aus der zweiten Hälfte des 19. Jahrhunderts, die nach 1900 in Teilen überformt wurde, gestalterisch anspruchsvoll, baugeschichtlich und künstlerisch bedeutend sowie als Teil des Wohnquartiers Preußisches Viertel stadtentwicklungsgeschichtlich von Belang | 09215528 |
|                                         | Mietshaus in geschlossener Bebauung                                                            | Radeberger Straße 50 (Karte)                                                                       | um 1890 (Mietshaus)                                                                                         | historistisches, spätgründerzeitliches Gebäude mit Klinker-Werkstein-Fassade, belebt durch Fensterbedachungen, Sockel hervorgehoben, Teil eines geschlossenen Straßenzuges, baugeschichtlich und stadtentwicklungsgeschichtlich bedeutend, zudem in seiner exponierten Lage städtebaulich bedeutend | 09214568 |
|                                         | Villa mit Hintergebäude                                                                        | Radeberger Straße 51 (Karte)                                                                       | um 1910 (Villa)                                                                                             | Villa mit Hintergebäude (Remise, Kutscherwohnung) und aufwendiger Einfriedung; im Inneren Hallendiele, Ansicht dominiert von Eckturm und Mittelrisalit einschließlich kleiner Terrasse und Balkon, charakteristisches Beispiel eines versachlichten, von wenigem, aber akzentuierendem Schmuck belebten Baus der Architektur kurz nach 1900, repräsentativ, Dekor des späten Jugendstils, baugeschichtlich und künstlerisch bedeutend. | 09215548 |
|                                         | Mietshaus in geschlossener Bebauung                                                            | Radeberger Straße 52 (Karte)                                                                       | um 1890 (Mietshaus)                                                                                         | historistisches, spätgründerzeitliches Gebäude mit Klinker-Werkstein-Fassade, belebt durch Fensterbedachungen, zudem Sockel hervorgehoben, Teil eines geschlossenen Straßenzuges, baugeschichtlich und stadtentwicklungsgeschichtlich bedeutend, zudem in seiner exponierten Lage städtebaulich bedeutend | 09214569 |
|                                         | Stadtwaisenhaus (ehem.)                                                                        | Radeberger Straße 53 (Karte)                                                                       | um 1875 (Waisenhaus)                                                                                        | Ehem. Waisenhaus mit Vorgarten und Einfriedung; heute Kinderheim, repräsentatives dreigeschossiges Gebäude mit historisierender Fassade, Mitte betont, mit seiner einstigen Funktion als Stadtwaisenhaus (→ Stadtwaisenhaus-Stiftung mit Eugenienstiftung) vor allem ortsgeschichtlich bedeutend sowie als Teil des Wohnquartiers Preußisches Viertel stadtentwicklungsgeschichtlich von Belang | 09218871 |
|                                         | Mietshaus in geschlossener Bebauung                                                            | Radeberger Straße 54 (Karte)                                                                       | um 1890 (Mietshaus)                                                                                         | historistisches, spätgründerzeitliches Gebäude mit Klinker-Werkstein-Fassade, belebt durch Fensterbedachungen, zudem Sockel hervorgehoben, Teil eines geschlossenen Straßenzuges, baugeschichtlich und stadtentwicklungsgeschichtlich bedeutend, zudem in seiner exponierten Lage städtebaulich bedeutend | 09214570 |
|                                         | Mietshaus in geschlossener Bebauung                                                            | Radeberger Straße 56 (Karte)                                                                       | um 1890 (Mietshaus)                                                                                         | historistisches, spätgründerzeitliches Gebäude mit Klinker-Werkstein-Fassade, belebt durch Fensterbedachungen, zudem Sockel hervorgehoben, Teil eines geschlossenen Straßenzuges, baugeschichtlich und stadtentwicklungsgeschichtlich bedeutend, zudem in seiner exponierten Lage städtebaulich bedeutend | 09214571 |
|                                         | Mietshaus in geschlossener Bebauung                                                            | Radeberger Straße 58 (Karte)                                                                       | um 1890 (Mietshaus)                                                                                         | historistisches, spätgründerzeitliches Gebäude mit Klinker-Werkstein-Fassade, belebt durch Fensterbedachungen, zudem Sockel und Ecke hervorgehoben, Teil eines geschlossenen Straßenzuges, bildet dessen Abschluss, baugeschichtlich und stadtentwicklungsgeschichtlich bedeutend, zudem in seiner exponierten Lage städtebaulich bedeutend | 09214572 |
| Weitere Bilder                          | Landhaus Waldschlößchen                                                                        | Radeberger Straße 60 (Karte)                                                                       | 1785–1790 (Landhaus)                                                                                        | Herrenhaus einer Meierei oder Land- und Jagdhaus; für die irische Gemahlin des Grafen Camillo Marcolini (1739–1814) errichtet, in gotisierenden Formen nach englischen Vorlagen erbaut, auffällig spitzbogigen Fenster, Fialen und Maßwerk als Zierrat, erster neogotischer Bau Dresdens, eines der frühesten Beispiel des Historismus in Sachsen, von besonderer baugeschichtlicher Bedeutung sowie künstlerisch und kunsthistorisch von Wert. | 09214573 |
|                                         | Wasserwerk Albertstadt (ehem.)                                                                 | Radeberger Straße 82; 84 (Karte)                                                                   | bezeichnet 1902 (Wasserwerk), bezeichnet 1902 (Wohnhaus), bezeichnet 1915–1916 (Brunnenhaus)                | Zwei Wohnhäuser, Maschinenhaus, Werkstattgebäude und turmartiges Brunnenhaus sowie Einfriedung zur Charlottenstraße (Charlottenstraße 13 und Radeberger Straße 82, 84); im Maschinenhaus wohl noch Antriebsaggregat der Firma H. Pöge aus Chemnitz von 1902 erhalten, diente der Wasserversorgung der Albertstädter Garnison (dem »Gutsbezirk Albertstadt«), Anlage vor allem ortsgeschichtlich, technikgeschichtlich und wirtschaftsgeschichtlich bedeutend | 09215336 |
|                                         | Villa mit Einfriedung                                                                          | Stolpener Straße 1 (Karte)                                                                         | 1866, lt. Adressbuch (Villa)                                                                                | Bau mit hervorgehobenem Mittelrisalit, charakteristisches Anwesen der Semper-Nicolai-Schule, einer Dresdner Spielart der Neorenaissance, baugeschichtlich bedeutend und als Teil des Wohnquartiers Preußisches Viertel stadtentwicklungsgeschichtlich von Belang | 09215023 |
| Weitere Bilder                          | Villa mit Einfriedung                                                                          | Stolpener Straße 2 (Karte)                                                                         | um 1865 (Villa)                                                                                             | am Eingangsvorbau Figur, schlichter, aber markanter, landhausartiger Bau seiner Zeit mit Anklängen an den Schweizerhausstil, baugeschichtlich bedeutend zudem als Teil des Wohnquartiers Preußisches Viertel stadtentwicklungsgeschichtlich von Belang | 09215024 |
|                                         | Mietvilla mit Einfriedung                                                                      | Stolpener Straße 3 (Karte)                                                                         | um 1870 (Mietvilla)                                                                                         | Bau mit hervorgehobenem Mittelrisalit, charakteristisches Anwesen der Semper-Nicolai-Schule, einer Dresdner Spielart der Neorenaissance, baugeschichtlich bedeutend und als Teil des Wohnquartiers Preußisches Viertel stadtentwicklungsgeschichtlich von Belang | 09215027 |
| Weitere Bilder                          | Villa Olga                                                                                     | Stolpener Straße 4 (Karte)                                                                         | 1869 (lt. Adressbuch)                                                                                       | Villa mit Einfriedung; Bau mit hervorgehobenem Mittelrisalit, charakteristisches Anwesen der Semper-Nicolai-Schule, einer Dresdner Spielart der Neorenaissance, baugeschichtlich bedeutend und als Teil des Wohnquartiers Preußisches Viertel stadtentwicklungsgeschichtlich von Belang | 09215025 |
| Weitere Bilder                          | Villa mit Einfriedung                                                                          | Stolpener Straße 8 (Karte)                                                                         | 1873–1874 (Villa)                                                                                           | Bau mit hervorgehobenem Mittelrisalit, charakteristisches Anwesen der Semper-Nicolai-Schule, einer Dresdner Spielart der Neorenaissance, baugeschichtlich bedeutend und als Teil des Wohnquartiers Preußisches Viertel stadtentwicklungsgeschichtlich von Belang | 09215026 |
|                                         | Waldschlösschen-Brauerei (ehem.); Stall- und Remisengebäude                                    | Sudhausweg 3; 5; 7; 9 (Karte)                                                                      | um 1895 (Remisengeb. mit Stall)                                                                             | Stall- und Remisengebäude (siehe Am Brauhaus 8b/10a); erinnern als Teil der Waldschlösschenbrauerei an vielfältige Brautradition in Dresden, baugeschichtlich und ortsgeschichtliche bedeutend. | 09217759 |
|                                         | Doppelmietshaus mit Einfriedung in offener Bebauung                                            | Waldschlößchenstraße 6; 8 (Karte)                                                                  | um 1895 (Doppelmietshaus)                                                                                   | markantes spätgründerzeitliches Gebäude im Stil des Historismus mit Klinker-Werkstein-Fassade, gegliedert durch drei Risalite, auf denen sich der Bauschmuck konzentriert, in Anlehnung an die Deutsche Renaissance gestaltet, baugeschichtlich und stadtentwicklungsgeschichtlich bedeutend, zudem in seiner exponierten Lage städtebaulich von Belang | 09218894 |
|                                         | Mietshaus in Ecklage und geschlossener Bebauung                                                | Waldschlößchenstraße 12 (Karte)                                                                    | um 1890 (Mietshaus)                                                                                         | historistisches, spätgründerzeitliches Gebäude mit Klinker-Werkstein-Fassade, belebt durch Fensterbedachungen, Ecke gestalterisch hervorgehobene, Teil eines geschlossenen Straßenzuges, bildet dessen Auftakt, baugeschichtlich und stadtentwicklungsgeschichtlich bedeutend, zudem in seiner exponierten Lage städtebaulich bedeutend | 09214574 |
|                                         | Mietshaus in geschlossener Bebauung                                                            | Waldschlößchenstraße 14 (Karte)                                                                    | um 1890 (Mietshaus)                                                                                         | historistisches, spätgründerzeitliches Gebäude mit Klinker-Werkstein-Fassade, belebt durch Fensterbedachungen, hervorgehobene Seitenachse, Teil eines geschlossenen Straßenzuges, baugeschichtlich und stadtentwicklungsgeschichtlich bedeutend, zudem in seiner exponierten Lage städtebaulich bedeutend | 09214575 |
|                                         | Mietshaus in geschlossener Bebauung                                                            | Waldschlößchenstraße 16 (Karte)                                                                    | um 1890 (Mietshaus)                                                                                         | historistisches, spätgründerzeitliches Gebäude mit Klinker-Werkstein-Fassade, belebt durch Fensterbedachungen, Sockel hervorgehoben, Teil eines geschlossenen Straßenzuges, baugeschichtlich und stadtentwicklungsgeschichtlich bedeutend, zudem in seiner exponierten Lage städtebaulich bedeutend | 09214576 |
|                                         | Mietshaus in geschlossener Bebauung                                                            | Waldschlößchenstraße 18 (Karte)                                                                    | um 1890 (Mietshaus)                                                                                         | historistisches, spätgründerzeitliches Gebäude mit Klinker-Werkstein-Fassade, belebt durch Fensterbedachungen, Sockel, Eingangsachse und Seitenrisalit hervorgehoben, Teil eines geschlossenen Straßenzuges, baugeschichtlich und stadtentwicklungsgeschichtlich bedeutend, zudem in seiner exponierten Lage städtebaulich bedeutend | 09214577 |
|                                         | Mietshaus in geschlossener Bebauung                                                            | Waldschlößchenstraße 20 (Karte)                                                                    | um 1890 (Mietshaus)                                                                                         | historistisches, spätgründerzeitliches Gebäude mit Klinker-Werkstein-Fassade, belebt durch Fensterbedachungen, Sockel, Eingangsachse und Seitenrisalit hervorgehoben, Teil eines geschlossenen Straßenzuges, baugeschichtlich und stadtentwicklungsgeschichtlich bedeutend, zudem in seiner exponierten Lage städtebaulich bedeutend | 09214578 |
|                                         | Mietshaus in geschlossener Bebauung                                                            | Waldschlößchenstraße 22 (Karte)                                                                    | um 1890 (Mietshaus)                                                                                         | mit Läden, historistisches, spätgründerzeitliches Gebäude mit Putz-Werkstein-Fassade, belebt durch Fensterbedachungen, Sockel, Eingangsachse und Seitenrisalite hervorgehoben, im Vergleich zur Nachbarbebauung etwas aufwendiger, Teil eines geschlossenen Straßenzuges, baugeschichtlich und stadtentwicklungsgeschichtlich bedeutend, zudem in seiner exponierten Lage städtebaulich bedeutend | 09214579 |
|                                         | Mietshaus in Ecklage und geschlossener Bebauung                                                | Waldschlößchenstraße 24 (Karte)                                                                    | um 1890 (Mietshaus)                                                                                         | mit Läden, historistisches, spätgründerzeitliches Gebäude mit Putz-Werkstein-Fassade, belebt durch Fensterbedachungen, Sockel, Eingangsachse und Ecke hervorgehoben, wie Nummer 22 im Vergleich zur Nachbarbebauung etwas aufwendiger, Teil eines geschlossenen Straßenzuges, baugeschichtlich und stadtentwicklungsgeschichtlich bedeutend, zudem in seiner exponierten Lage städtebaulich bedeutend | 09214580 |
|                                         | Mietvilla mit Einfriedung                                                                      | Zittauer Straße 1 (Karte)                                                                          | 1865, lt. Adressbuch (Mietvilla)                                                                            | Bau mit hervorgehobenem Mittelrisalit, charakteristisches Anwesen der Semper-Nicolai-Schule, einer Dresdner Spielart der Neorenaissance, baugeschichtlich bedeutend und als Teil des Wohnquartiers Preußisches Viertel stadtentwicklungsgeschichtlich von Belang | 09215028 |
|                                         | Villa mit Einfriedung                                                                          | Zittauer Straße 2 (Karte)                                                                          | um 1870 (Villa)                                                                                             | Bau mit hervorgehobenem Mittelrisalit, charakteristisches Anwesen der Semper-Nicolai-Schule, einer Dresdner Spielart der Neorenaissance, baugeschichtlich bedeutend und als Teil des Wohnquartiers Preußisches Viertel stadtentwicklungsgeschichtlich von Belang | 09215035 |
|                                         | Villa mit Einfriedung                                                                          | Zittauer Straße 3 (Karte)                                                                          | 1863–1865, lt. Adressbuch (Villa)                                                                           | Bau mit hervorgehobenem Mittelrisalit, charakteristisches Anwesen der Semper-Nicolai-Schule, einer Dresdner Spielart der Neorenaissance, baugeschichtlich bedeutend und als Teil des Wohnquartiers Preußisches Viertel stadtentwicklungsgeschichtlich von Belang | 09215029 |
|                                         | Villa                                                                                          | Zittauer Straße 4 (Karte)                                                                          | 1867 (lt. Adressbuch)                                                                                       | Bau mit hervorgehobener Mitte, charakteristisches Anwesen der Semper-Nicolai-Schule, einer Dresdner Spielart der Neorenaissance, baugeschichtlich bedeutend und als Teil des Wohnquartiers Preußisches Viertel stadtentwicklungsgeschichtlich von Belang | 09215036 |
| Weitere Bilder                          | Villa mit Einfriedung                                                                          | Zittauer Straße 5 (Karte)                                                                          | 1865 (lt. Adressbuch)                                                                                       | Bau mit hervorgehobenem Mittelrisalit, charakteristisches Anwesen der Semper-Nicolai-Schule, einer Dresdner Spielart der Neorenaissance, baugeschichtlich bedeutend und als Teil des Wohnquartiers Preußisches Viertel stadtentwicklungsgeschichtlich von Belang | 09215030 |
|                                         | Villa mit Einfriedung                                                                          | Zittauer Straße 8 (Karte)                                                                          | 1869, lt. Adressbuch (Villa)                                                                                | Bau mit hervorgehobenem Mittelrisalit, charakteristisches Anwesen der Semper-Nicolai-Schule, einer Dresdner Spielart der Neorenaissance, baugeschichtlich bedeutend und als Teil des Wohnquartiers Preußisches Viertel stadtentwicklungsgeschichtlich von Belang | 09215037 |
|                                         | Mietvilla mit Einfriedung                                                                      | Zittauer Straße 12 (Karte)                                                                         | 1894–1895, lt. Adressbuch (Mietvilla)                                                                       | in seiner Gesamtheit ein architektonisch und stadtentwicklungsgeschichtlich bemerkenswertes Anwesen innerhalb der Radeberger Vorstadt, auch Preußisches Viertel genannt, markanter Historismusbau mit auffälliger Einfriedung, in Teilen zeitweilig von einer namhaften Privatgalerie genutzt, eine der ganz wenigen in der DDR. Kunstausstellung Kühl von 1945 bis 1999. | 09215038 |
|                                         | Mietvilla mit Einfriedung                                                                      | Zittauer Straße 14 (Karte)                                                                         | 1871 (Mietvilla)                                                                                            | Bau mit hervorgehobenem Mittelrisalit, charakteristisches Anwesen der Semper-Nicolai-Schule, einer Dresdner Spielart der Neorenaissance, baugeschichtlich bedeutend und als Teil des Wohnquartiers Preußisches Viertel stadtentwicklungsgeschichtlich von Belang | 09215039 |
|                                         | Villa mit Einfriedung                                                                          | Zittauer Straße 16 (Karte)                                                                         | 1871, lt. Adressbuch (Villa)                                                                                | eigenwilliger historistischer Wohnbau seiner Zeit, trotz Veränderungen Gestaltung noch anschaulich, als Teil des Wohnquartiers Preußisches Viertel stadtentwicklungsgeschichtlich von Belang | 09215040 |
|                                         | Mietvilla mit Einfriedung                                                                      | Zittauer Straße 23 (Karte)                                                                         | bezeichnet 1893 (Mietvilla)                                                                                 | Stilvilla mit Klinker-Sandstein-Fassade, dominiert von Risaliten und Standerker an der Ecke, in Anlehnung an die Deutsche Renaissance gestaltet, anschaulich als historistische Architektur des ausgehenden 19. Jahrhunderts, wird noch gesteigert durch Umfeld mit vergleichbaren Gebäuden, baugeschichtlich bedeutend sowie als Teil des Wohnquartiers Preußisches Viertel stadtentwicklungsgeschichtlich von Belang | 09215031 |
| Weitere Bilder                          | Villa mit Einfriedung                                                                          | Zittauer Straße 29 (Karte)                                                                         | 1892, lt. Adressbuch (Villa)                                                                                | Stilvilla mit Klinker-Sandstein-Fassade, dominiert von Mittelrisalit mit Zwiebelturm, anschaulich als historistische Architektur des ausgehenden 19. Jahrhunderts, wird noch gesteigert durch Umfeld mit vergleichbaren Gebäuden, baugeschichtlich und künstlerisch bedeutend sowie als Teil des Wohnquartiers Preußisches Viertel stadtentwicklungsgeschichtlich von Belang | 09215032 |
|                                         | Villa mit Pavillon, Teilen des Gartens, Brunnen und Einfriedung                                | Zittauer Straße 31 (Karte)                                                                         | 1873–1874 (Villa)                                                                                           | markanter Bau mit gestalterisch hervorgehobenem Mittelrisalit, charakteristisches Anwesen der Semper-Nicolai-Schule, einer Dresdner Spielart der Neorenaissance, Wohnstätte des Generalleutnants und Stadtkommandanten Egon von Schlieben, bau- und personengeschichtlich bedeutend sowie als Teil des Wohnquartiers Preußisches Viertel stadtentwicklungsgeschichtlich von Belang | 09215033 |
|                                         | Mietvilla mit Einfriedung                                                                      | Zittauer Straße 32 (Karte)                                                                         | 1894, lt. Adressbuch (Mietvilla)                                                                            | Stilvilla mit Klinker-Sandstein-Fassade, anschaulich als historistische Architektur des ausgehenden 19. Jahrhunderts, wird noch gesteigert durch Umfeld mit vergleichbaren Gebäuden, baugeschichtlich bedeutend sowie als Teil des Wohnquartiers Preußisches Viertel stadtentwicklungsgeschichtlich von Belang | 09215041 |
|                                         | Villa mit Einfriedung                                                                          | Zittauer Straße 33 (Karte)                                                                         | 1892, lt. Adressbuch (Villa)                                                                                | markanter historisierender Bau mit gestalterisch hervorgehobenem Mittelrisalit, gestalterisch auffällige, zeittypische Klinker-Werkstein-fassade, aufwendiger Schmuck, baugeschichtlich und künstlerisch bedeutend sowie als Teil des Wohnquartiers Preußisches Viertel stadtentwicklungsgeschichtlich von Belang | 09215034 |

## Radeberger Vorstadt / Gemarkung Loschwitz
Liste der Kulturdenkmale in der Radeberger Vorstadt, die in der Gemarkung Loschwitz liegen.
| Bild           | Bezeichnung | Lage                                         | Datierung                                           | Beschreibung | ID       |
| -------------- | --- | -------------------------------------------- | --------------------------------------------------- | --- | -------- |
|                | Villa mit Garage und Einfriedung | Angelikastraße 10 (Karte)                    | 1910–1912 (Villa)                                   | exemplarischer und gestalterisch anspruchsvolles Gebäude der Reformarchitektur nach 1900 mit wohlproportioniertem Baukörper einschl. hohem Dach und wenigen, aber akzentuierenden Schmuck- und Gliederungselementen, auffällig der seitliche Schiefergiebel, Zierfachwerk und Balkonvorlage, baugeschichtlich und künstlerisch bedeutend. | 09211444 |
|                | Mietvilla | Angelikastraße 12 (Karte)                    | 1911–1912 (Mietvilla)                               | charakteristischer, sachlicher Bau der Reformarchitektur nach 1900, geprägt durch ineinander verschränktes Sattel- und Walmdach, baugeschichtlich von Belang. | 09211445 |
| Weitere Bilder | Untersuchungshaftanstalt des Ministeriums für Staatssicherheit der DDR; Bezirksverwaltung des Ministeriums für Staatssicherheit; Gedenkstätte Bautzner Straße Dresden | Bautzner Straße 112; 112a; 116; 116a (Karte) | 1950er Jahre (Gefängnis)                            | Gebäudegruppe; Anlage aus ehemaligem „Heidehof“ und westlichem Neubau der 1950/60er Jahre mit nachträglich angefügtem straßenseitigen Flügel der 1960/70er Jahre einschließlich Verbinder (Haus 2), bedeutsame Teile „Fuchsbau“ im Kellergeschoss mit dazugehörigem Innenhof, auch Lichthof (Gefängnishof für Hofgang) genannt (nur über Keller begehbar, von Baulichkeiten umschlossen), Interieur der Büroräume des letzten Chefs der Staatssicherheits-Bezirksverwaltung, Festsaal, so genannter Kellergang, sowie Zellengebäude, anschauliches Zeugnis des DDR-Unterdrückungsapparates, erinnert an die Opfer politischer Verfolgung, geschichtlich bedeutend (siehe auch mittlerweile abgebrochenen Mauer, Bautzner Straße 112).                                                | 09218236 |
|                | Villa | Bautzner Straße 114 (Karte)                  | um 1930 (Villa)                                     | gestalterisch typischer Wohnbau um 1930, bildet zudem bedeutsame Baugruppe mit benachbarten Anwesen, baugeschichtlich und städtebaulich bedeutend. | 09303341 |
|                | Villa Schaede | Bautzner Straße 118 (Karte)                  | bis 1895 (Villa)                                    | Villa mit Terrasse und Gewächshaus; markanter historisierender Bau mit einem der wenigen Gewächshäuser in Dresden, baugeschichtlich, landschaftsgestalterisch und städtebaulich bedeutend, wirkt in den Elbraum, somit auch städtebaulich von Belang. | 09211455 |
|                | Villa mit Nebengebäude und Einfriedungsmauer | Bautzner Straße 120 (Karte)                  | 1895 (Villa)                                        | Villa mit Nebengebäude, elbseitiger Einfriedungsmauer, nördlich gelegenem Schalenbrunnen, Fläche um den Schalenbrunnen und elbseitigem Garten einschließlich Terrasse; im Innern Ausstattung u. a. mit Ausmalung (als Dekorationsmalerei) erhalten, reiche Stilvilla des 19. Jahrhunderts, bemerkenswerter Solitär am Elbhang, baugeschichtlich, künstlerisch und städtebaulich bedeutend. | 09211454 |
|                | Villa Meusel | Bautzner Straße 122e; 122f (Karte)           | bis 1850 (Villa)                                    | Villa mit Nebengebäude; letzteres im sogen. »Altdeutschen Stil«, charakteristisches historistisches Anwesen, wirkt in den Elbraum, baugeschichtlich, künstlerisch, städtebaulich und stadtentwicklungsgeschichtlich bedeutend. Das Anwesen ist einschließlich des ungewöhnlich aufwendigen Nebengebäudes ein wichtiges Zeitzeugnis für die historisierende Architektur der 2. Hälfte des 19. Jahrhunderts. Dem Nebengebäude kommt aufgrund der bemerkenswerten Gestaltung, die den Eindruck macht, als sei etwas nicht Alltägliches geschaffen worden, sogar eine künstlerische Bedeutung zu. Abgesehen davon gehört das Anwesen zum unverwechselbaren Ensemble des Elbhanges und ist somit als Teil auch städtebaulich und stadtentwicklungsgeschichtlich von Bedeutung (LfD/2001). | 09211453 |
|                | Villa | Bautzner Straße 173 (Karte)                  | um 1910 (Villa)                                     | markanter Bau der Reformarchitektur mit halbrunder Balkonvorlage auf Säulen und hohem, weithin sichtbarem Dach, vor allem baugeschichtlich bedeutend. | 09211447 |
|                | Mietshaus mit Einfriedung, in offener Bebauung und Ecklage | Bautzner Straße 181 (Karte)                  | 1906–1907 (Mietshaus)                               | imposanter Bau nach 1900, der Jugendstilformen mit wenigen historisierenden Gestaltungselementen verbindet, bemerkenswert der hohe Giebel mit teilweise geschwungenem Fachwerk, erinnert auch an Bauten des englischen Landhausstil, vor allem baugeschichtlich bedeutend. | 09211449 |
|                | Simmichs Dampfschneidemühle (ehem.) | Bautzner Straße 183 (Karte)                  | 2. Hälfte 19. Jh. (Wohnhaus)                        | Wohnhaus; breitgelagerter Bau mit giebelständigem Mitteltrakt, charakteristisch dessen flaches Satteldach und die galerieartigen Balkone, damit Beispiel des Schweizerhausstils von baugeschichtlicher Bedeutung, als Teil einer der ersten gewerblichen Anlagen in diesem Bereich der Stadt zudem ortsgeschichtlich von Belang. | 09211450 |
|                | Mietshaus mit Einfriedung in offener Bebauung | Bautzner Straße 185 (Karte)                  | 1909–1910 (Mietshaus)                               | markanter Wohnbau der Reformarchitektur nach 1900 mit charakteristischen hohem Dach und wenigem, aber akzentuierendem Schmuck, baugeschichtlich bedeutend. | 09211451 |
|                | Mietshaus in offener Bebauung | Bautzner Straße 187 (Karte)                  | bezeichnet 1896 (Mietshaus)                         | zeittypischer historistischer Bau im Sinne der Deutschen Renaissance, dominiert von diesem Stil zugehörigen Elementen, wie Treppengiebel und Erker, baugeschichtlich bedeutend. | 09211452 |
|                | Villa mit Einfriedung | Böhmertstraße 1 (Karte)                      | 1911–1912 (Villa)                                   | Wohnbau des Reformstils nach 1900 mit markanter Kubatur und wenigen akzentuierenden Gliederungs- und Schmuckelementen, größere Hallendiele, Werk des lokal bekannten Büros Stephan und Möbius, baugeschichtlich bedeutend. | 09211438 |
|                | Villa Ille terrarum | Böhmertstraße 2 (Karte)                      | bezeichnet 1912 (Villa)                             | Villa mit Einfriedung; Wohnbau des Reformstils nach 1900 mit markanter Kubatur und wenigen, aber akzentuierenden, vor allem neoklassizistischen (u. a. lisenenartige Eckbetonungen) Gliederungs- und Schmuckelementen, baugeschichtlich bedeutend. Villa "Ille terrarum" in Dresden-Loschwitz, Böhmertstraße 2; erbaut für den Geheimen Justizrat Robert Heinrich Hucho (1858–1933). Der Name der Villa zitiert vermutlich Horaz: „Ille terrarum mihi praeter omnes angulus ridet“ (Jener Erdenwinkel lacht mir vor allen) (Horaz, Oden II 6). | 09211440 |
|                | Villa mit Einfriedung | Böhmertstraße 3 (Karte)                      | 1911 (Villa)                                        | Wohnbau des Reformstils nach 1900 mit markanter Kubatur, dominiert von hohem Dach, und wenigen akzentuierenden Gliederungs- und Schmuckelementen, Werk des lokal bekannten Büros Stephan und Möbius, baugeschichtlich bedeutend. | 09211437 |
|                | Villa mit Einfriedung | Böhmertstraße 4 (Karte)                      | um 1910 (Villa)                                     | Wohnbau des Reformstils nach 1900 mit markanter Kubatur, dominiert von hohem Dach, und wenigen akzentuierenden Gliederungs- und Schmuckelementen, seitlicher Eingang, innen Hallendiele, Werk des lokal bekannten Büros Stephan und Möbius, baugeschichtlich bedeutend. | 09211439 |
|                | Wohnhaus in offener Bebauung | Böhmertstraße 5 (Karte)                      | 1927 (Wohnhaus)                                     | traditioneller Wohnbau von 1927, Satteldach, Lochfassade, Klappläden, wenige akzentuierende Gliederungselemente, baugeschichtlich bedeutend. | 09215732 |
| Weitere Bilder | Villa mit Einfriedung in Ecklage | Böhmertstraße 6 (Karte)                      | um 1910 (Villa)                                     | bemerkenswertes Beispiel eines Wohngebäudes im Reformstil nach 1900, dafür charakteristisch die klare Kubatur, das hohe Walmdach und die neoklassizistischen Gestaltungselemente, wie die Vertikalgliederung der Fassaden, baugeschichtlich bedeutend, zudem künstlerisch von Belang. | 09211436 |
|                | Villa mit Einfriedung | Böhmertstraße 7 (Karte)                      | 1911–1912 (Villa)                                   | bemerkenswerte Türüberdachung, Beispiel der versachlichten Architektur nach 1900, zudem Teil eines Straßenzuges mit Wohnbauten der gleichen Zeit, baugeschichtlich und stadtentwicklungsgeschichtlich von Belang. | 09215733 |
|                | Brockhausvilla; Brockhauspark | Brockhausstraße 2; 4 (Karte)                 | 2. Viertel 19. Jh. (Gartenhaus), um 1848 (Villa)    | Villa über U-förmigem Grundriss und sogenanntes Gartenhaus; Villa über U-förmigem Grundriss und sogenanntes Gartenhaus (erstes Wohngebäude des Anwesens), Torsäulen, Pergolagestaltung, Stützmauer an der Elbseite einschließlich Sandsteineinfassung des Eisenbornbachs, parkartige Gartenanlagen und Einfriedung; Wohnstätte des Leipziger Verlegers Heinrich Brockhaus (1804–1874), Sohn des Firmengründers Friedrich Arnold Brockhaus (1772–1823), baugeschichtlich und personengeschichtlich, künstlerisch sowie landschaftsgestalterisch bedeutend. | 09211456 |
|                | Wohnhaus in offener Bebauung | Brockhausstraße 3 (Karte)                    | Mitte 19. Jh. (Wohnhaus)                            | landhausartig gestalteter Bau um 1900, vor allem baugeschichtlich bedeutend | 09211457 |
| Weitere Bilder | Hauptwasserwerk auf der Saloppe (ehem.) | Brockhausstraße 5 (Karte)                    | 1871–1875 (Wasserwerk)                              | Wasserwerksgebäude mit Treppenaufgang, Toranlage einschließlich Torhaus/Pförtnerhaus, Einfriedung und (wohl) Teilen der alten technischen Ausstattung; Halle über bossiertem Sockel, an der Schmalseite Doppelturmfassade, älteste Wasserwerk Dresdens, schlossartiger historistischer Bau, ortsgeschichtlich und baugeschichtlich, landschaftsgestalterisch sowie städtebaulich bedeutend. | 09211142 |
|                | Villa in Ecklage | Fischhausstraße 2 (Karte)                    | um 1900 (Villa)                                     | markanter historistischer Wohnbau seiner Zeit, ausgebautes Dachgeschoss mit Klinker, Fachwerk und weit vorkragenden Giebelbedachungen mit Zierwerk, dieses in Anlehnung des Schweizerhausstils, weitestgehend ursprünglich erhalten, baugeschichtlich bedeutend. | 09211448 |
|                | Mietshaus mit Gartenpavillon und Einfriedung | Fischhausstraße 4 (Karte)                    | um 1900 (Mietshaus)                                 | typischer historistischer Bau seiner Zeit, baugeschichtlich von Belang | 09215734 |
| Weitere Bilder | Dreihäusergruppe | Fischhausstraße 7; 9; 11 (Karte)             | um 1910 (Wohnhaus)                                  | Wohnhauszeile mit Einfriedung; markantes Beispiel der versachlichten Architektur mit ausgewogen proportionierten Formen und wenigem, aber akzentuierendem Fassadenschmuck, Teil des Werkes der bekannten Dresdner Architekten Stephan und Möbius, baugeschichtlich und kunstgeschichtlich bedeutend. | 09211425 |
|                | Mietshaus | Fischhausstraße 8 (Karte)                    | um 1895 (Mietshaus)                                 | typischer historistischer Bau seiner Zeit, Belebung der Fassade durch Vorsprünge, zudem Balkone im Obergeschoss, baugeschichtlich von Belang. | 09215735 |
|                | Villa Paula | Fischhausstraße 10; 10a (Karte)              | um 1890 (Mietvilla), bezeichnet 1907 (Nebengebäude) | Mietvilla in Ecklage, mit Nebengebäude und Einfriedung; markanter historistischer Bau mit Klinker-Werkstein-Fassade aus dem späten 19. Jahrhundert, dominiert von Eckturm, auffällig und als Dekor selten der Rundbogenfries unter der Traufe, auch das Nebengebäude mit Zierfachwerk (1907 hinzugekommen) auffällig, Anwesen vor allem baugeschichtlich bedeutend. | 09211424 |
|                | Villa mit Einfriedung | Judeichstraße 2 (Karte)                      | 1923–1924 (Villa)                                   | gestalterisch äußerst markantes Beispiel eines Einfamilienhauses um 1925, traditionell und versachlicht, aber dennoch repräsentativ, auffällig das Belvedere auf dem Dach, weitere Belegung durch Klappläden, Dreiecksgiebel usw., baugeschichtlich und künstlerisch bedeutend. | 09211442 |
|                | Villa mit Einfriedung | Judeichstraße 3 (Karte)                      | 1923–1924, bezeichnet 1923 (Villa)                  | gestalterisch äußerst markantes Beispiel eines Einfamilienhauses um 1925, traditioneller und versachlichter, aber dennoch repräsentativer Rechteckbau mit Walmdach, zum Garten Terrasse, Belebung vor allem durch expressionistische Gestaltungselemente, auch figuralen Schmuck, sehr qualitätvolle Ausführung, baugeschichtlich und künstlerisch bedeutend. | 09211443 |
|                | Mietshaus in Ecklage und offener Bebauung | Wilhelminenstraße 1 (Karte)                  | 1904 (Mietshaus)                                    | herrschaftliches Wohngebäude mit markantem Eckbau und zwei Seitenrisaliten, insbesondere die genannten Gebäudeteile mit Dekor im Jugendstil, baugeschichtlich und künstlerisch bedeutend. | 09211420 |
|                | Mietvilla mit Einfriedung | Wilhelminenstraße 4 (Karte)                  | um 1900 (Mietvilla)                                 | repräsentativer historisierender Bau mit aufwendig verzierten Giebeln, baugeschichtlich und wohl auch künstlerisch bedeutend. | 09211421 |
|                | Mietshaus mit Einfriedung in offener Bebauung | Wilhelminenstraße 8 (Karte)                  | um 1900 (Mietshaus)                                 | Mietshaus mit Einfriedung in offener Bebauung; markanter Bau der Wende vom 19. zum 20. Jahrhundert mit Tendenz zum Reformstil, Kontrast zwischen Klinkerfassade und traditionell gestaltetem Dachbereich, baugeschichtlich bedeutend. | 09211422 |
|                | Mietvilla mit Einfriedung | Wilhelminenstraße 10 (Karte)                 | bezeichnet 1897 (Mietvilla)                         | herrschaftliches Wohngebäude mit Turmanbau, zur Straße hoher Giebel mit Dekor im Jugendstil, baugeschichtlich und künstlerisch bedeutend. | 09211423 |

## Ausführliche Denkmaltexte
1. ↑  
Mit der planvollen Einordnung in die Stadtstruktur stellt das Gebiet Preußisches Viertel ein bedeutendes Zeugnis Dresdner Stadtplanung in der 2. Hälfte des 19. Jh. dar. Trotz Vielgestaltigkeit der Fassaden der Einzelgebäude ist ein weitgehend einheitlicher, maßvoll gestalteter, durchgrünter Stadtteil in offener Bauweise mit hoher Wohnqualität vorhanden. Durch das gelungene Zusammenspiel von Bau- und Gartenkunst wird eine repräsentative Wirkung erreicht. Die gärtnerische Gestaltung der Elbseite fügt sich Stadtbild prägend in den großräumigen Ablauf der rechten Elbfront ein. Unterschutzstellung:

(1) Der räumliche Geltungsbereich dieser Satzung umfasst das im Plan im Maßstab 1:5000 aufgeführte Gebiet. Maßgeblich für die Gebietsabgrenzung ist die zeichnerische Darstellung im Maßstab 1:5000. Der Plan ist Bestandteil der Satzung.

(2) Die Unterschutzstellung dient der Erhaltung der Straßen- und Platzbilder und des Ortsgrundrisses. An der Erhaltung besteht aus geschichtlichen, städtebaulichen und landschaftsgestalterischen Gründen ein besonderes öffentliches Erhaltungsinteresse.

Gegenstand der Unterschutzstellung ist:

a) die bestehende ensembleprägende Bebauungsstruktur mit dem jeweiligen Maßverhältnis zwischen überbauten und den unbebauten Grundstücksflächen sowie in ihrer Baulichen Differenzierung zwischen Haupt- und Nebengebäuden. 

b) die überkommenen First- und Traufhöhen sowie die Abstandsflächen zu benachbarten Gebäuden in ihrer Verhältnismäßigkeit des typischen Bestandes der Umgebungsbebauung. 

c) das vorhandene Erscheinungsbild der Straßen, Wege und Plätze einschließlich Ausstattung und Alleenbepflanzung. 

d) die straßenzugewandten Grundstückseinfriedungen sowie die zum Körnerweg in ihrem überkommenen Charakter und ihrer landschaftsbezogenen Gestaltung. 

e) die parkähnlichen Gartenanlagen südlich der Bautzner Straße als ortstypischen Standort einer Einzelhausbebauung (Solitär) und sonstige, den Gebietscharakter prägende Gartenanlagen einschließlich ihrer Ausstattungs- und Landschaftselemente wie z. B. Terrassen, Freitreppen und Bepflanzungen. 

f) die charakteristische Ausformung des äußeren Erscheinungsbildes in seinem Randbereich zum Elbraum sowie der Blickbeziehungen. (aus: Amtliche Bekanntmachung, „Satzung der Landeshauptstadt Dresden für das Denkmalschutzgebiet Radeberger Vorstadt – Preußisches Viertel vom 18.03.1999“).
2. ↑  
Das offenbar als Remise errichtete und genutzte Nebengebäude bildet mit der um 1895 entstandenen Villa Arndtstraße 2 aus funktionalen und gestalterischen Gründen eine Einheit von Denkmalwert. Darüber hinaus gehört es zu den am ursprünglichsten erhaltenen und reizvollsten historisierenden Remisengebäude auf dem Stadtgebiet von Dresden. Stufengiebel, stilisierte Wappenschilder und Spitzbögen erinnern an gotisches Formengut. Weitere Akzente setzen der Ziegelfries unter der Dachtraufe und die geschmiedeten Torbeschläge. Abgesehen davon, dass man den Eindruck hat, als sei hier etwas nicht Alltägliches entstanden, dürfte das neogotische Remisengebäude Seltenheitswert besitzen. Die Denkmaleigenschaft ergibt sich somit aus dem baugeschichtlichen Wert für die historisierende Architektur Ende des 19. Jahrhunderts, aus der künstlerischen Bedeutung, da das ästhetische Empfinden in besonderem Maße angesprochen wird und dem bereits angedeutetem Seltenheitswert (LfD/1999).
3. 1 2  
Die Villa sowie der Garten mit Solitärbaum, Einfriedung und Stützmauern der Bautzner Straße 102 in Dresden bilden eine untrennbare Einheit von Denkmalwert. Der Bautypus der Villa hat seinen Ursprung in der römischen Antike, als luxuriöse Wohnhäuser auf dem Lande als Villen bezeichnet wurden, auch wenn sie nicht Mittelpunkt eines landwirtschaftlichen Unternehmens waren. Seit dem 16. Jahrhundert kam es zu einer Wiederbelebung. Für herrschaftliche Einfamilienhäuser aus der zweiten Hälfte des 19. Jahrhunderts galt die Villa vor der Stadt, welche nur dem Wohnen diente, als historischer Vorläufer. Zu deren gedanklichem Erbe gehörte auch die Landschaft, nicht die freie, sondern die von Menschen gestaltete Kulturlandschaft. Bis in das 20. Jahrhundert hinein blieben deshalb der Park, der Garten und schließlich das Gärtchen sowie die Rasenfläche für jede Villa unverzichtbar. Der Garten war als Umgebung der Villa auch aus einem anderen Grund unentbehrlich. Er schuf möglichst weitab von der Straße die nötige Distanz zur Außenwelt. Die 1854–1856 errichtete Villa ist ein gestalterisch anspruchsvoller historistischer Bau. Dreiecksgiebel, Rundbogenöffnung, Akanthus im Gebälk und genutetes Erdgeschoss sind spätklassizistisch, mit der Dreiteilung und der horizontalen Gliederung der Fassaden auch ein Beispiel der in Dresden um 1875 vorherrschenden Semper-Nicolai-Schule, einer Spielart der Neorenaissance. Ausgewogene Fassadengestaltung, der Anbau zur Gartenseite ist wohl eine spätere Zutat, zeitweilig Wohnstätte von Hugo Zietz, dem Inhaber der Orientalischen Tabak- und Cigarettenfabrik Yenidze.

Der Zeugniswert für den Historismus und Qualität der formalen Umsetzung begründen die baugeschichtliche und künstlerische Bedeutung des Anwesens. Dabei dokumentiert das markante Wohngebäude auch den klassischen Villentyp seiner Zeit auf anschauliche und gut nachvollziehbare Weise. Im Zusammenhang mit den umfänglichen Außenanlagen, die in den Elbraum wirken, ist die Villa Bautzner Straße 102 zudem landschaftsgestalterisch und städtebaulich von Belang (LfD/2016).
4. ↑  
Die einstige Wigman-Schule Bautzner Straße 107 in Dresden erfüllt die Voraussetzungen eines Kulturdenkmals im Sinne von § 2 Abs. 1 SächsDSchG. Wegen der besonderen kulturgeschichtlichen, ortsgeschichtlichen sowie personengeschichtlichen Bedeutung und dem weitgehend authentischen Zustand besteht ein öffentliches Erhaltungsinteresse. 
Die Bautzner Straße 107 war ab 1920 gut zwanzig Jahre die Tanzschule von Mary Wigman (1886–1973), einer deutschen Tänzerin, Choreografin und Tanzpädagogin mit internationaler Ausstrahlung. Sie gilt als eine der einflussreichsten Wegbereiterinnen des rhythmisch-expressiven Ausdruckstanzes, der in den Jahren zwischen 1920 und 1935 nicht nur in Deutschland seine Blütezeit erlebte. Wie keine andere hat Wigman die Tanzgeschichte in der ersten Hälfte des 20. Jahrhunderts in Deutschland geprägt. Sie hatte ein Millionenpublikum und unzählige Schülerinnen und Schüler in Dresden und ihren Dependancen, zu den bedeutendsten gehörte Gret Palucca (1902–1993). Während ihrer zahlreichen Tourneen bereiste Mary Wigman mit ihrer Kammertanzgruppe Deutschland und die Nachbarländer. Im Jahr 1928 trat sie erstmals in London und 1930 in den USA auf.  Die einstige Tanzschule ist eine Gebäudegruppe, die aus straßenseitigem Villenbau und drei rückwärtigen Sälen besteht. Mit dem Geld einer Freundin erwarb Wigman die Villa Bautzner Straße 107 in Dresden 1920 und ließ sie für ihre Zwecke umgestalten. Die rückwärtigen Saalanbauten sind dann von 1926–1927 nach Entwürfen des Architekten Otto Geiler hinzugekommen. Auf Druck der Nationalsozialisten hat die Künstlerin Dresden 1942/43 verlassen. Im Zweiten Weltkrieg wurde das Anwesen nur geringfügig beschädigt. Außer der Erhöhung des Daches des großen Saalgebäudes nach 1945 sind am Erweiterungstrakt alle wesentlichen baugestalterischen Elemente erhalten. Die einstige Einfriedung wurde zu DDR-Zeiten durch Betonformsteinwände ersetzt, die auch erhaltenswert sind. Die Bedeutung für Dresden ergibt sich aus der Stellung im damaligen kulturellen Leben der Stadt. Es gab eine „Gesellschaft der Freunde der Mary Wigman-Tanzgruppe“. Mit Unterstützung der Gesellschaft und öffentlicher Mittel konnte die Erweiterung der Schule finanziert werden. Prominente Gäste der Stadt wie etwa der indische Philosoph Rabindranath Tagore (1861–1941) besuchten die Wigman-Schule. Die hier zu beurteilende Gebäudegruppe erinnert mit Mary Wigman an eine Weltkünstlerin und ist damit nicht nur national, sondern auch international von Bedeutung. Die Erweiterungen sind auf Veranlassung der Tänzerin, Choreografin und Tanzpädagogin umgesetzt worden. Damit hat sich die Anwesenheit von Wigman in der einstigen Schule auch vergegenständlicht (LfD/2018).
5. ↑  
Sachgesamtheit Wohnanlage Bischofswerder Straße mit folgenden Einzeldenkmalen: Wohnhaus Bischofswerder Straße 3 (ID-Nr. 09215157), der Häuserzeile Bischofswerder Straße 5, 7, 9 (ID-Nr. 09215150), dem Doppelwohnhaus Bischofswerder Straße 6, 8 (ID-Nr. 09215150), der Häuserzeile Bischofswerder Straße 10, 12, 14 (ID-Nr. 09215151), dem Wohnhaus Bischofswerder Straße 76 (ID-Nr. 09215152), der Häuserzeile Bischofswerder Straße 78, 80, 84 (ID-Nr. 09215154), dem Wohnhaus Bischofswerder Straße 83 (ID-Nr. 09215153), der Häuserzeile Bischofswerder Straße 85, 87, 89 (ID-Nr. 09215155) und dem Doppelwohnhaus Bischofswerder Straße 86, 88 (ID-Nr. 09215156) sowie den Außenanlagen, darunter den Einfriedungen, als Sachgesamtheitsteilen; Anlage aus insgesamt neun Gebäuden, Häuser nach Fertigstellung im Besitz des Erbauers Hermann Arthur Kockisch, Architekt und Inhaber eines Büros für Bauausführung, die einzelnen Häuser, Doppelwohnhäuser und Zeilen in traditioneller Bauweise, durch Risalite mit akzentuierenden Art-Déco-Schmuck reizvoll belebt, auch Treppenhäuser hervorgehoben, gestalterische Anspruch der Bauten setzt sich bei den Klappläden und Sprossenfenstern fort, Ausnahme bildet das etwas anders und offenbar später ausgeführte Gebäude Bischofswerder Straße 3 (Wohnstätte und wohl auch Büro von Kockisch), hier Belebung durch Klinkerflächen, Sprossenfenster und Klappläden, sachlichere Gestaltung, Block Bischofswerder Straße 78–84 mit Kriegsschaden, gesamte Anlage markantes Beispiel des Siedlungs- und Kleinwohnungsbaus der 1920er und 1930er Jahre, selten die Schmuckelemente im Art-Déco, baugeschichtlich und stadtentwicklungsgeschichtlich bedeutend.
6. ↑  
Denkmaltext 

Bei der um 1910 von den Architekten Stephan und Möbius (Architektenzeichen an den Pfeilern der Einfahrt) errichteten Villa handelt es sich um ein qualitätsvolles Beispiel der gehobenen Wohnkultur Anfang des 20. Jahrhunderts. Der anspruchsvoll gestaltete Bau mit hohem Walmdachzeigt vereinfachte klassizistische und barockisierende Elemente, darunter Lisenen usw., wie sie für die Zeit nach 1900 typisch waren. Außerdem gehört er zum Oevre des Architekturbüros Stephan und Möbius, das den Villenbau Dresdens zwischen Jahrhundertwende und Erstem Weltkrieg entscheidend mitprägte. Viele Villen des offenbar gut gehenden Büros befinden sich heute in Loschwitz, insbesondere im Bereich Heideparkstraße und Böhmerstraße (heute zum Ortsteil Radeberger Vorstadt gehörend), aber auch in Zschärtnitz und anderen Teilen der Stadt. Der Denkmalwert der Böhmertstraße 6 ergibt sich somit in erster Linie aus dem baugeschichtlichen Wert. Darüber hinaus besitzt sie mit ihrer noblen Gestaltung, die von wenigen akzentuierenden Schmuck- und Gliederungselementen lebt, auch einen künstlerischen Wert (LfD/2013).
7. ↑  
Denkmaltext 

Die Wohnhausgruppe 7/9/11 wurde um 1910 von den Architekten Stephan und Möbius errichtet. Die Firma Stephan und Möbius gehört zu den bekannteren Dresdner Architekturbüros aus dem Anfang des 20. Jahrhunderts. Von ihr stammen zahlreiche Villen und Wohnhäuser in Loschwitz und anderen Dresden Stadtteilen, aber insbesondere im Bereich Fischhausstraße und Heideparkstraße. Eines der bekannteren Gebäude, das Hotel Reichspost wurde im Zweiten Weltkrieg zerstört. Die meisten Bauten von Stephan und Möbius, so auch die Fischhausstraße 7/9/11 sind im Sinne der damals vorherrschenden Reformarchitektur errichtet wurden. Als Antwort auf die übermäßig verzierten Bauten der Gründerzeit entwickelten die Architekten nach 1900 mit der Reformarchitektur eine versachlichte Bauweise, die sich durch ausgewogen proportionierten Formen und wenigen, lediglich akzentuierenden Fassadenschmuck auszeichnete. 
Die hier zu beurteilende Wohnhausgruppe ist mit ihrer schlichten, aber zugleich noblen Gestaltung ein charakteristisches Beispiel der beschriebenen Architekturentwicklung und somit baugeschichtlich bedeutendatiert Als Teil des Werkes des bekannten Dresdner Büros Stephan und Möbius lässt sich zudem ein kunsthistorischer Wert konstatieren. Aus der baugeschichtlichen und kunsthistorischen Bedeutsamkeit resultiert die Denkmalfähigkeit der Fischhausstraße 7/9/11. Deren Denkmalwürdigkeit ergibt sich aus dem exemplarischen Wert für die Architekturentwicklung in Deutschland um 1910 und aus der Tatsache, dass die Denkmaleigenschaft und die Notwendigkeit der Erhaltung auf jeden Fall von einem breiten Sachverständigenkreis anerkannt werden. So finden sich vergleichbare Bauten in zahlreichen Denkmaltopographien anderer Bundesländer (LfD/2007).